# Alexandre Farnèse (cardinal)
Pour les articles homonymes, voir Alexandre Farnèse et Cardinal Farnèse.
Pour les autres membres de la famille, voir Maison Farnèse.
Alexandre Farnèse, aussi appelé Alexandre Farnèse le jeune, en italien : Alessandro Farnese il giovane, né à Valentano le 27 septembre 1520 et mort à Rome le 28 février 1589, nommé cardinal en 1534, passe à l'histoire avec le surnom de « Gran Cardinale ». Diplomate, cultivé, grand collectionneur et mécène, il est le petit-fils du pape Paul III (qui portait également le nom d'Alessandro Farnese) et le fils de Pierre-Louis Farnèse, duc de Parme, assassiné en 1547.
Il ne faut pas le confondre avec son neveu, Alexandre Farnèse (1545-1592), gouverneur des Pays-Bas espagnols, petit-fils de l'empereur Charles Quint et arrière-petit-fils du pape Paul III.
Grâce à la fascination qu'il suscite, il entretint beaucoup d'histoires sentimentales avec de nobles dames.

## Jeunesse et formation
Alexandre Farnèse naît au château familial de Valentano en Toscane en septembre 1520 (actuelle province de Viterbe), premier des cinq enfants de Pierre-Louis Farnèse, fils du cardinal Alexandre Farnèse (le futur pape Paul III) et de Silvia Ruffini, et de Gerolama Orsini, fille de Ludovico Orsini, septième comte de Pitigliano, et de Giulia Conti. Ses parents se marièrent à Rome le 6 août 1519. Le jeune Alexandre étudie à Bologne avec son cousin Guido Ascanio Sforza di Santa Fiora.
Il poursuit ses études au collège Ancarano de Bologne, fondé au XVe siècle par Petrus de Ancarano pour les étudiants spécialisés en études du droit, en compagnie de son frère Octave Farnèse ; ils y reçoivent un enseignement dans les matières littéraires, juridiques et théologiques.
Après sa nomination comme cardinal, le pape lui désigne comme précepteur Marcello Cervini, un jeune prêtre qui s'installe au palais Farnèse.

## Charges ecclésiastiques
L'élection de son grand-père au trône de saint Pierre accélère son entrée dans le monde ecclésiastique immédiatement aux plus hauts niveaux. Le 18 décembre 1534, à l'âge de 14 ans, Alexandre Farnèse est nommé cardinal diacre de l'église Sant'Angelo in Pescheria par son grand-père Paul III, élu à la papauté deux mois auparavant. Son cousin Guidascanio Sforza, fils de Costanza Farnèse, sœur de Pierre-Louis, et du comte Bosio II Sforza di Santa Fiora est aussi nommé cardinal, à peine âgé de seize ans. Il reçoit la barrette rouge des mains du cardinal Del Monte, le futur Jules III.
Le 11 août 1535, il est nommé abbé commendataire de l'abbaye Tre Fontane sur la Via Ostiensis, fonction qu'il occupe jusqu'en 1544. En 1535, il est également nommé abbé commendataire de l'abbaye Saint-Étienne de Caen.
À la suite de la mort du cardinal Hippolyte de Médicis, le jeune cardinal Farnèse reçoit de nombreuses autres charges et bénéfices, devenant archevêque d'Avignon de 1535 à 1551 et, à vie, vice-chancelier de la Sainte Église romaine (13 août 1535 – 2 mars 1589), la charge produisant le revenu annuel le plus élevé de tous les offices curiaux et une des plus prestigieuses.
Sans cesser d'appartenir à l'ordre des cardinaux diaconiens, il change son titre de Sant'Angelo in Foro Piscium en celui de San Lorenzo in Damaso. Après cette promotion, le pape adjoint à Marcello Cervini, Bernardino Maffei, un poète et collectionneur de médailles dont il se sert pour ses leçons d'histoire. Au cours de cette période, il reçoit le diocèse de Jaén (Espagne) qui lui est attribué après la mort du cardinal Esteban Gabriel Merino, évêque de Bari, au mécontentement de Charles Quint qui a un autre candidat en vue. Le différend dure jusqu'en 1536, lorsqu'Alexandre échange l'évêché de Jaén avec celui de Monreale, dont la rente se monte à 15 000 écus l'an, et qu'un autre administrateur, le cardinal Alessandro Cesarini, soit nommé le 6 juillet 1537,. Ses rentes, dix ans après, sont estimées à 60 000 écus. Il est administrateur du diocèse de Viseu au Portugal de 1547 à 1552,.
Il est également nommé gouverneur de Tivoli le 13 août 1535, le même jour qu’il est  promu au titulus de San Lorenzo in Damaso (1535-1550), archiprêtre de la basilique Sainte-Marie-Majeure (1537-1543), archiprêtre de la basilique Saint-Pierre (1543-1589). Le 27 août 1539, à l'âge de 18 ans, il est nommé patriarche latin de Jérusalem, une fonction très lucrative qu'il quitte lors de la nomination d'un nouveau patriarche le 28 février 1550. Ces fonctions sont nominales et n'impliquent pas nécessairement des fonctions épiscopales.
En 1538, il prend le secrétariat de Paul III aidé par Marcello Cervini, puis par Niccolò Ardinghelli, Girolamo Dandini et Bernardino Maffei. Il commence alors un intense apprentissage diplomatique. Il s'occupe de la ligue anti-turque et prépare le voyage de Paul III à Nice pour essayer de rétablir l'entente entre Charles Quint et le roi François Ier de France, proposant, en vain, en juin 1539 un mariage entre l'empereur, veuf depuis peu, et Marguerite de France (1523-1574), la propre fille du roi de France. Il obtient par contre le consentement pour l'investiture de son frère Octave au titre de duc de Camerino.
Fin 1539 et jusqu'au printemps 1540, il est en France en tant que nonce, conduisant une brillante vie de cour et appuyant l'action médiatrice pontificale pour la création d'un front contre la menace ottomane.
En 1541, il est nommé Protecteur du Saint-Empire romain germanique et Protecteur de l’Espagne auprès du Saint-Siège. Ces fonctions font de lui l'agent d'ordonnancement le plus éminent de toutes les affaires impériales et espagnoles de la Curie romaine ; son avis est toujours requis et, comme il est le neveu du pape, il est souvent suivi. Parallèlement, il est nommé légat pontifical à Avignon (1541-1565), avec le consentement royal. En 1546, au côté de son frère Octave, il participe comme légat pontifical auprès de Charles Quint à la guerre contre la ligue de Smalkalde.
De 1564 à 1565, il est évêque de Sabina et on suppose, en l'absence de preuves documentées, qu'en 1564, il est finalement consacré évêque. Il est avec certitude évêque lorsqu'il est le principal consécrateur du cardinal Giulio della Rovere le 15 avril 1566. De 1565 à 1578, il est évêque de Tusculum (Frascati), puis évêque de Porto du 9 juillet 1578 au 5 décembre 1580. Il est cardinal-évêque d'Ostie et Velletri et doyen du Collège des cardinaux du 5 décembre 1580 jusqu'à sa mort le 2 mars 1589.

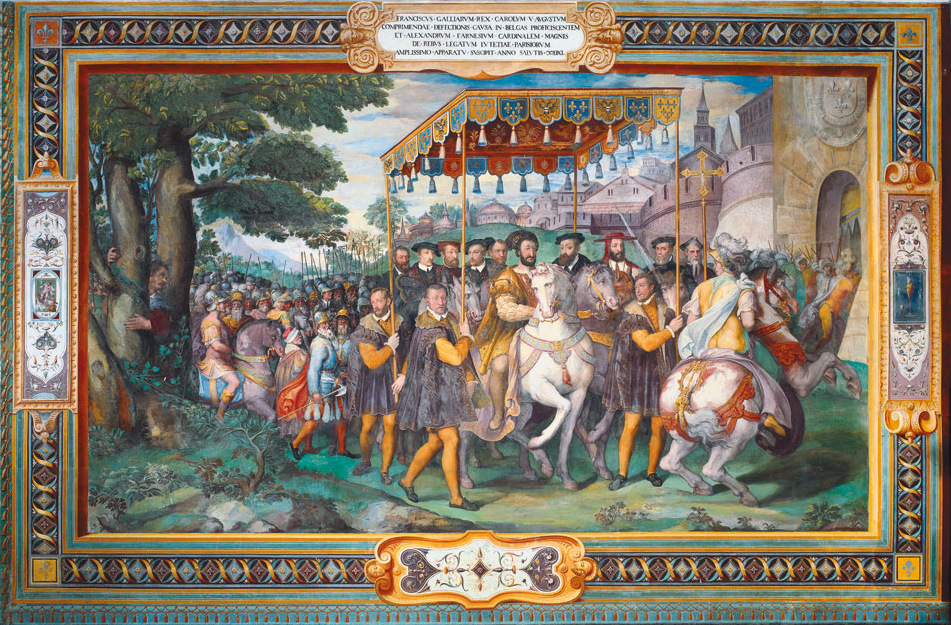
Taddeo Zuccari, L’Entrée solennelle de l’empereur Charles V, François Ier de France et du cardinal Alexandre Farnèse à Paris en 1540, entre 1557 et 1566, villa Farnèse.

## Avantages et revenus

Titien, Portrait de Paul III avec ses petits-fils, 1545, musée de Capimonte. Alexandre est à gauche.

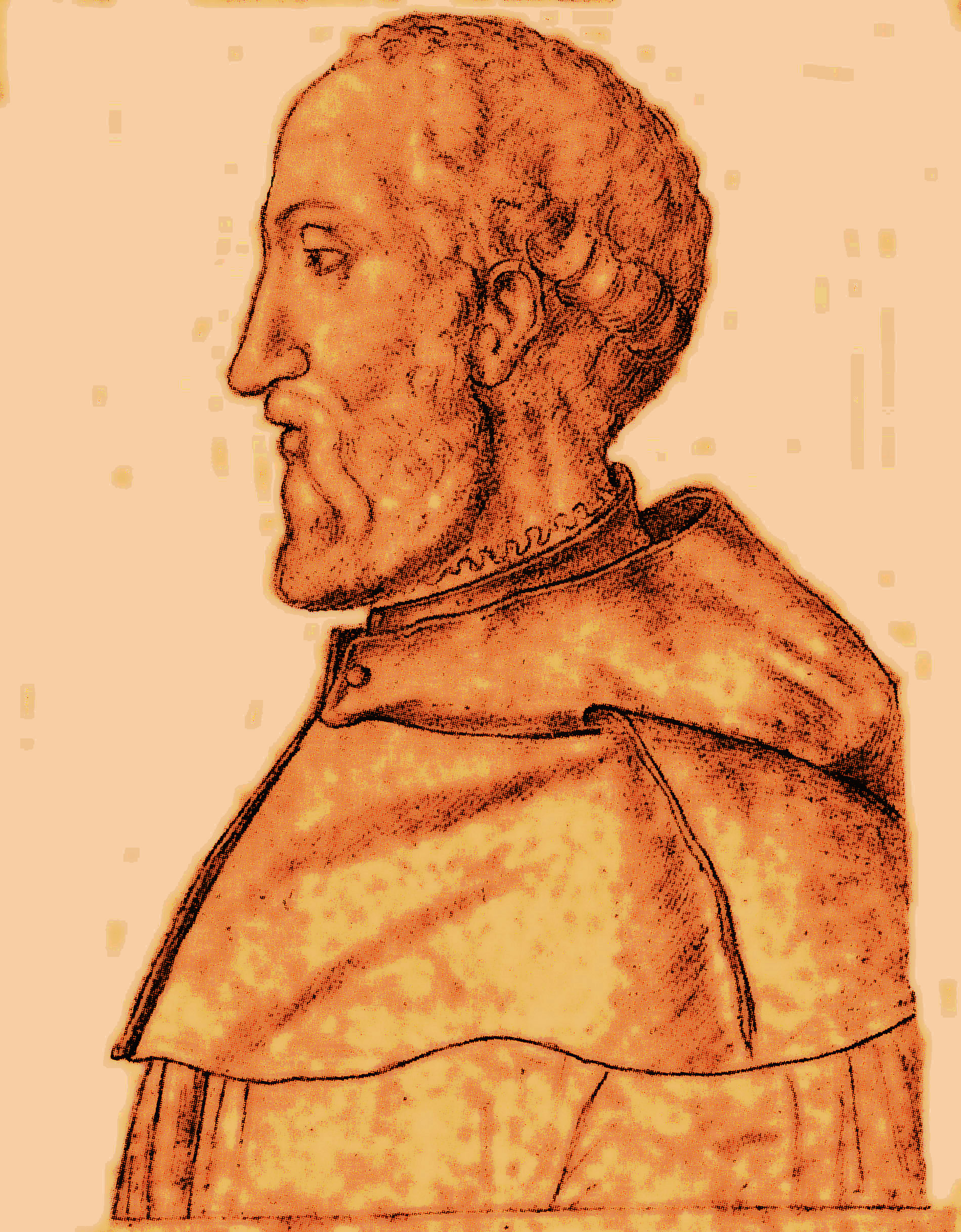
Alexandre Farnèse, archevêque d'Avignon du 13 août 1535 au 15 juin 1551, sanguine du Recueil d'Arras, par Jacques le Boucq.

Son grand-père, le pape Paul III, nomme Alexandre administrateur du diocèse de Parme le 1er novembre 1534, lui permettant de percevoir les revenus épiscopaux pendant l'interrègne. Il démissionne le 13 août 1535, lorsque le cardinal Guido Ascanio Sforza di Santa Fiora, autre petit-fils de Paul III et seulement deux ans plus âgé que lui, est nommé nouvel administrateur, bénéficiant des revenus parmesans jusqu'à sa démission en 1560.
Le 9 mai 1536, l'empereur Charles Quint nomme le cardinal Farnèse nouvel archevêque de Monreale en Sicile ; sa nomination est confirmée le 15 mai 1536 par le pape Paul III. Monreale n'est pas un lieu serein car les moines de la cathédrale de Monreale et le clergé du diocèse se chamaillent. Le 26 juillet 1549, le pape est contraint d'intervenir, dans une lettre dans laquelle il se réfère au cardinal sous le titre d'Administrateur perpétuel. Un vicaire est nommé pour suppléer l'archevêque mineur et absent, Giovanni Antonio Fassari, évêque titulaire de Christopolis en Grèce ; il est remplacé en 1546 par Pompeo Zambecari, qui est lui-même remplacé en 1557, par Giovanni Pietro Fortiguerra, évêque de Cyrène en Libye. Le cardinal permet aux Jésuites de fonder un collège à Monreale et aux prêtres de la Fraternité de travailler dans le diocèse. En 1568, le cardinal Farnèse visite son diocèse et y tient un synode. Il est accompagné de son bibliothécaire, le célèbre antiquaire et biographe papal Onofrio Panvinio, qui malheureusement meurt à Palerme le 16 (?) mars 1568. Ilcontinue à bénéficier des revenus du diocèse jusqu'en 1573, date à laquelle il démissionne de l'évêché.
Le 17 juin 1537, il est nommé administrateur du diocèse de Bitonto dans le royaume de Naples à la démission de Lopez de Alarcon ; son administration cesse lors de la nomination d'un nouvel évêque le 8 janvier 1538. Il devient administrateur du diocèse de Massa Marittima le 15 novembre 1538, à la démission d'Hieronymus de Glanderonibus ; comme il n'a que dix-huit ans, il n'est pas canoniquement éligible pour être évêque, mais peut percevoir les revenus de l'évêque jusqu'à ce qu'un successeur soit nommé en avril 1547. Le 16 juillet 1540, il est nommé administrateur du diocèse de Cavaillon en Provence, dont il démissionne un an plus tard le 20 juillet 1541.
Il est administrateur de l'archidiocèse de Tours du 28 avril 1553 jusqu'à ce que le pape Jules III ordonne l'émission de bulles pour l'archevêque Simon de Maillé le 25 juin 1554. Dans le cas de Tours, le droit de nomination appartient au roi de France Henri II, dont la fille Diane de France a épousé le plus jeune frère de Farnèse, Horace, en 1552 : Henri II, lors d'une transaction diplomatique, demande que le cardinal Farnèse soit nommé administrateur. Le 25 juin 1554, le jour même de la fin de son administration de Tours, Alexandre Farnèse est nommé administrateur du diocèse de Viviers, jusqu'à ce que le pape approuve la nomination par le roi Henri d'un nouvel évêque le 12 novembre 1554. Il est également nommé par le roi de France comme administrateur du diocèse de Cahors, nomination approuvée par le pape Jules III le 12 novembre 1554 ; un nouvel évêque est approuvé par le pape Paul IV le 7 mai 1557, mettant fin à sa nomination. Deux conclaves ont lieu entre-temps, ce qui explique probablement la durée de son administration de Cahors. En 1555, il est nommé administrateur du diocèse de Spolète, poste qu'il occupe jusqu'à la nomination d'un nouvel évêque le 16 décembre 1562. Il a également été administrateur de l'archidiocèse de Bénévent du 22 novembre 1556, jusqu'à ce qu'un nouvel archevêque soit approuvé par Paul IV le 14 janvier 1558. Toutes ces nominations doivent être considérées comme des opportunités d’enrichissement financier et non comme des opportunités de service dans les « vignes du Seigneur » loin de Rome. Les différentes administrations sont effectuées par des agents habilités.
En 1564, il succède à son frère Ranuccio comme abbé commendataire de l'abbaye de Farfa, qu'il occupe jusqu'à sa mort en 1589. Il introduit les moines bénédictins de la Congrégation de Monte Cassino dans le monastère en 1567.

## Activité diplomatique
Alexandre Farnèse devient également légat papal, organisant la paix entre Charles Quint, perpétuellement en guerre, et François Ier. Lors du Consistoire du 24 novembre 1539, il est envoyé comme Legatus apostolique a latere pour tenter d'arranger une paix entre les deux monarques rivaux. Il quitte Rome le 29 novembre et entre à Paris le 31 décembre. Il est à Rouen le 14 janvier 1540, et rencontre le roi le 14 février. Il part ensuite pour les Flandres le 17 février pour une rencontre avec l'empereur ; il y reste trois mois et revient à Paris le 14 mai, où il a rendez-vous avec le roi François le 17 au château de Saint-Germain-en-Laye. Il retourne à Rome le 5 juin 1540.

Lors du consistoire du 21 novembre 1543, il est de nouveau nommé Legatus a latere dans le même but. Il arrive à château de Fontainebleau le 29 décembre 1543 et y reste jusqu'au 6 janvier 1544, date à laquelle il part pour Bruxelles rendre visite à l'empereur. Il arrive le 14 janvier et est de retour en France le 4 février. Il retourne à Rome le 1er mars 1544.

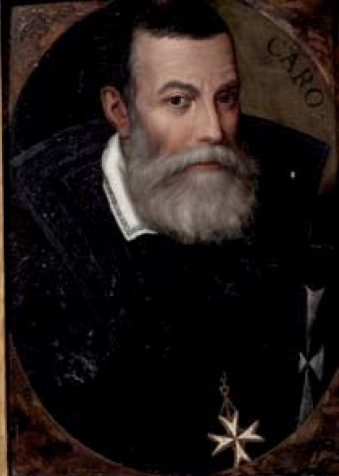
Alessandro Allori, Portrait d'Annibal Caro.

En 1546, il accompagne les troupes envoyées par le pape au secours de Charles Quint contre la ligue de Smalkalde.
Une fois libéré de la tutelle de Cervini qu'il juge particulièrement oppressante, il est solidaire de son père et de son frère Octave afin de donner une issue dynastique prestigieuse aux Farnèse, s'impliquant dans un front à la fois international et curial, caractéristique de son action jusqu'à la disparition de Paul III en 1549. Lors de la préparation de l'ouverture du concile en 1545, il profite de ses contacts avec les émissaires des Habsbourg et avec l'empereur lui-même pour réaliser les ambitions dynastiques familiale : il contribue à former un bloc familial laïc et vainqueur dans le centre de la péninsule, avec son père Pierre-Louis Farnèse investi du duché de Parme et Plaisance et son frère Octave qui bénéficie de l'échange de Nepi et Camerino.
En septembre 1547, le père du cardinal est assassiné par les Gonzage et l'empereur Charles Quint dans la lutte pour le contrôle du duché de Parme et Plaisance. Pour garantir la succession du duché à son frère et éloigner les troupes impériales qui occupent Plaisance, Alexandre doit retisser les liens avec Charles Quint, dans une tactique diplomatique prudente avec la cour de France. Malgré de fortes confrontations avec Paul III mourant, il obtient la succession pour Octave, liant de façon durable le destin du duché aux Farnèse.
En 1548, le cardinal prend à son service comme secrétaire particulier Annibal Caro, célèbre poète et prosateur qui  avait auparavant été au service de son père, Pierre-Louis Farnèse, et après son assassinat le 10 septembre 1547, du duc Octave Farnèse,, puis du cardinal Ranuccio Farnese, son propre frère cadet.

## Conclave de 1549-1550

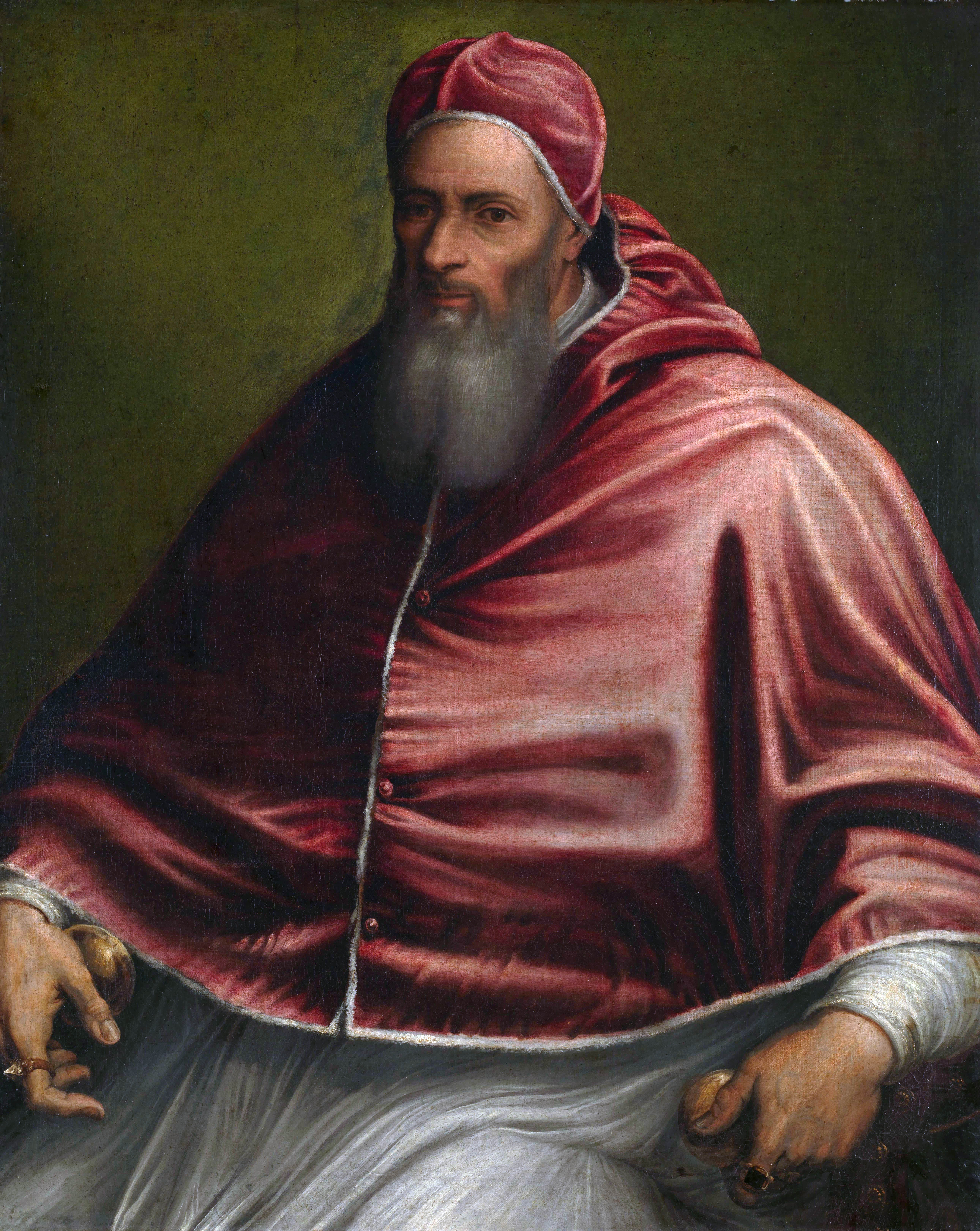
Entourage de Girolamo Siciolante da Sermoneta, Portrait de Jules III, Rijksmuseum Amsterdam.

Lors du conclave qui voit l'élection de Jules III le 8 février 1550, il manœuvre habilement à l'intérieur des coalitions et s'affirme. Il acquiert un pouvoir croissant, bien que mal vu par le nouveau pape du fait de son indépendance et de son ostentation.
Il entretient des relations privilégiées avec la cour de France qu'il fréquente à plusieurs reprises. En 1553, son frère Horace se marie avec Diane de France, fille bâtarde d'Henri II. Auparavant, Octave s'était marié avec Marguerite d'Autriche. Leur fils, Alexandre, futur gouverneur des Pays-Bas espagnols pour le compte de Philippe II, s'unira à Marie de Portugal (1538-1577). Dès lors, et durant deux décennies, Alexandre Farnèse est le premier acteur de la vie curiale, en mesure d'influencer et de conditionner la vie politique étrangère et italienne, gouvernant avec prudence et maintenant son pouvoir en toutes circonstances.
En 1551, il est envoyé par le pape Jules III pour convaincre son frère Octave, duc de Parme et de Plaisance, de restituer ces territoires qui, selon le pape, sont des fiefs de l'Église. Les Farnèse ont passé plus de quinze ans à développer leur duché ; ils sont protégés par la couronne française, qui considère Parme comme son entrée dans l'Italie du Nord où elle défie l'empereur pour la possession du duché de Milan et de la plaine lombarde. Octave refuse de céder et Alexandre le soutient. Les Farnèse rompent complètement leurs relations avec le pape ; Alexandre n'est plus le bienvenu à Rome. Le pape Jules séquestre son diocèse de Monreale et confisque tous les meubles du palais Farnèse, d'une valeur estimée à 30 000 écus. Le duché est séquestré. Alexandre se retire en avril, d'abord pour rendre visite à sa sœur Victoire Farnèse, duchesse d'Urbino, puis au Palazzo Vecchio de Florence, auprès de Cosme Ier de Toscane.
Alexandre Farnèse est en France lorsque, le 6 juin 1554, il est nommé par Henri II pour se rendre à Rome et prendre en charge les affaires françaises en l'absence du cardinal d'Este, qui est à Parme, malgré les objections du cardinal du Bellay, qui n'apprécie pas d'être supplanté. Le cardinal d'Este dirige Parme au nom du roi de France, qui a acquis le duché de Paul III en prix d'une alliance. En novembre, Henri nomme un nouvel ambassadeur auprès du Saint-Siège et le cardinal Farnèse est libre de rentrer en France. Il s'installe à Avignon. En raison des revenus provenant des différents diocèses dont Alexandre a la charge, cette période est la plus prolifique.

## Conclaves de 1555

### Élection de Marcel II
Le cardinal Farnèse ne participe pas au premier conclave du 5 au 9 avril 1555, qui suit la mort de Jules III. Il est à Avignon comme légat et évitant d'attirer l'attention du pape. Mais, à la nouvelle de sa mort, il prend la route pour Rome. Il transporte des lettres d'Henri II de France au Collège des cardinaux et à certains cardinaux, en faveur du cardinal Reginald Pole. Il n'arrive cependant qu'après le milieu du mois d'avril. Le cardinal Louis de Guise-Lorraine, également venu de France, arrive le 21. Seuls deux cardinaux français sont à Rome, donnant ainsi un grand avantage à la faction impériale, ce qui agace les Français, car le roi Henri a arraché au pape Jules III, grâce aux négociations menées par les cardinaux Georges d'Armagnac, Alexandre Farnèse et Jean du Bellay, une bulle qui accorde 15 jours supplémentaires avant un conclave, afin de permettre aux cardinaux qui doivent parcourir une longue distance (les Français notamment) de rejoindre Rome. La bulle est complètement ignorée par les cardinaux déjà présents à Rome, et seules les novemdiales sont observées.
Conformément aux instructions plus anciennes provenant directement d'Henri II, la faction française soutient le cardinal d'Este, puis le cardinal de Tournon (qui n'est pas présent au conclave), puis le cardinal du Bellay. L'Empereur, comme lors du conclave de 1550, a une préférence pour le cardinal Reginald Pole, légat du pape en Angleterre. Cependant, Pole se heurte à une forte opposition de la part des Français (ignorants des lettres que Farnèse transporte) et du cardinal Gian Pietro Carafa, doyen du Sacré Collège des Cardinaux et principal inquisiteur de l'Inquisition romaine, qui considère Pole (et un certain nombre d'autres cardinaux) comme des hérétiques protestants. D'Este n'est pas éligible, les six voix qu'il reçoit au premier tour provoquent une consternation considérable et le début d'un mouvement de contestation. Certains des cardinaux les plus intelligents, menés par Carafa et Cristoforo Madruzzo de Trente (Italie), se rendent compte que, lorsque toutes les opinions sont prises en compte, très peu de cardinaux sont éligibles, le meilleur d'entre eux étant le cardinal Marcello Cervini,, un réformateur, strict et non corrompu, opposé au népotisme. Malheureusement, Cervini n'est pas apprécié par l'empereur. Les véritables réformateurs, qui veulent la reprise du concile de Trente, travaillent avec Carafa et Madruzzi pour obtenir une majorité des deux tiers. Parmi eux se trouvent Ranuccio Farnèse, le frère d'Alexandre Farnèse, et Guido Ascanio Sforza, son cousin germain. Lorsqu'Alexandre Farnèse arrive enfin d'Avignon à la mi-avril, il est sans doute ravi de retrouver sur le trône de Pierre le secrétaire de son grand-père, le cardinal Marcello Cervini. Malheureusement, le matin du 18, le pape Marcel II présente des symptômes de fièvre et meurt dans la nuit du 30 avril au 1er mai. Mais avant même sa mort, le cardinal Farnèse écrit directement à Henri II, le pressant d'envoyer immédiatement les cardinaux français à Rome. Un deuxième conclave est nécessaire.

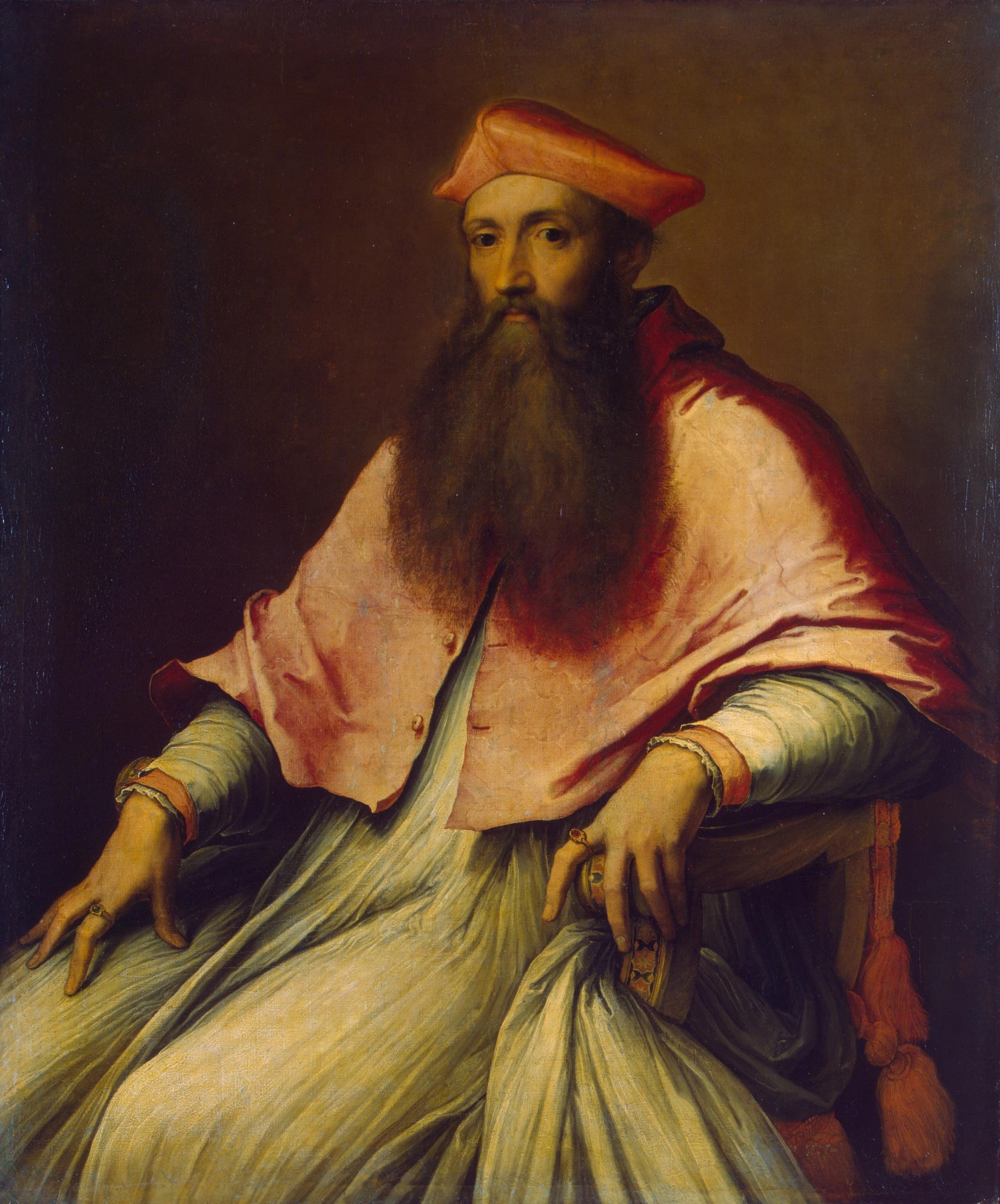
Sebastiano del Piombo, Portrait du cardinal Reginald Pole, avant 1547, musée de l'Ermitage.
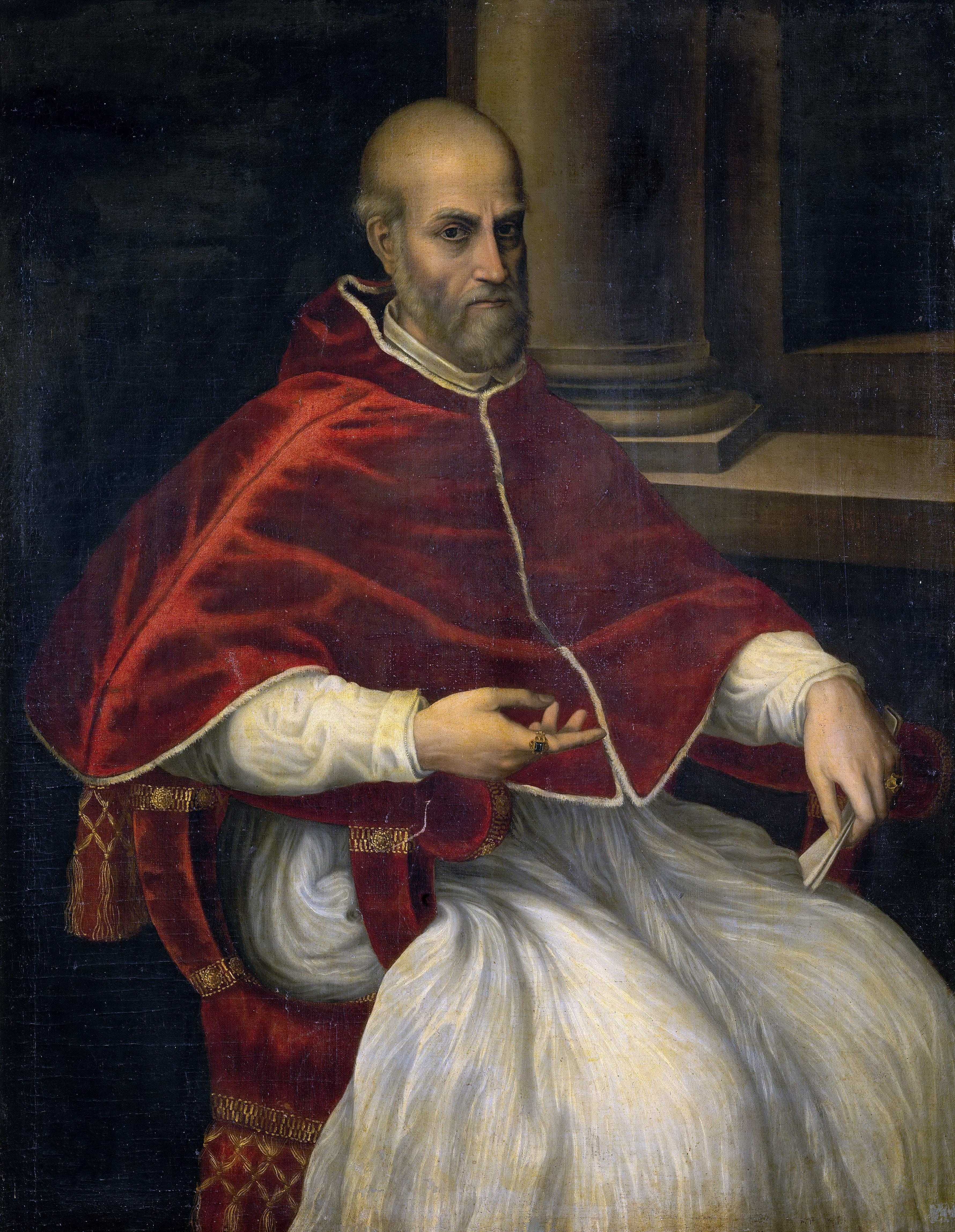
Inconnu, Portrait du pape Marcel II Cervini, XVIe siècle, musées du Vatican.

### Élection de Paul IV

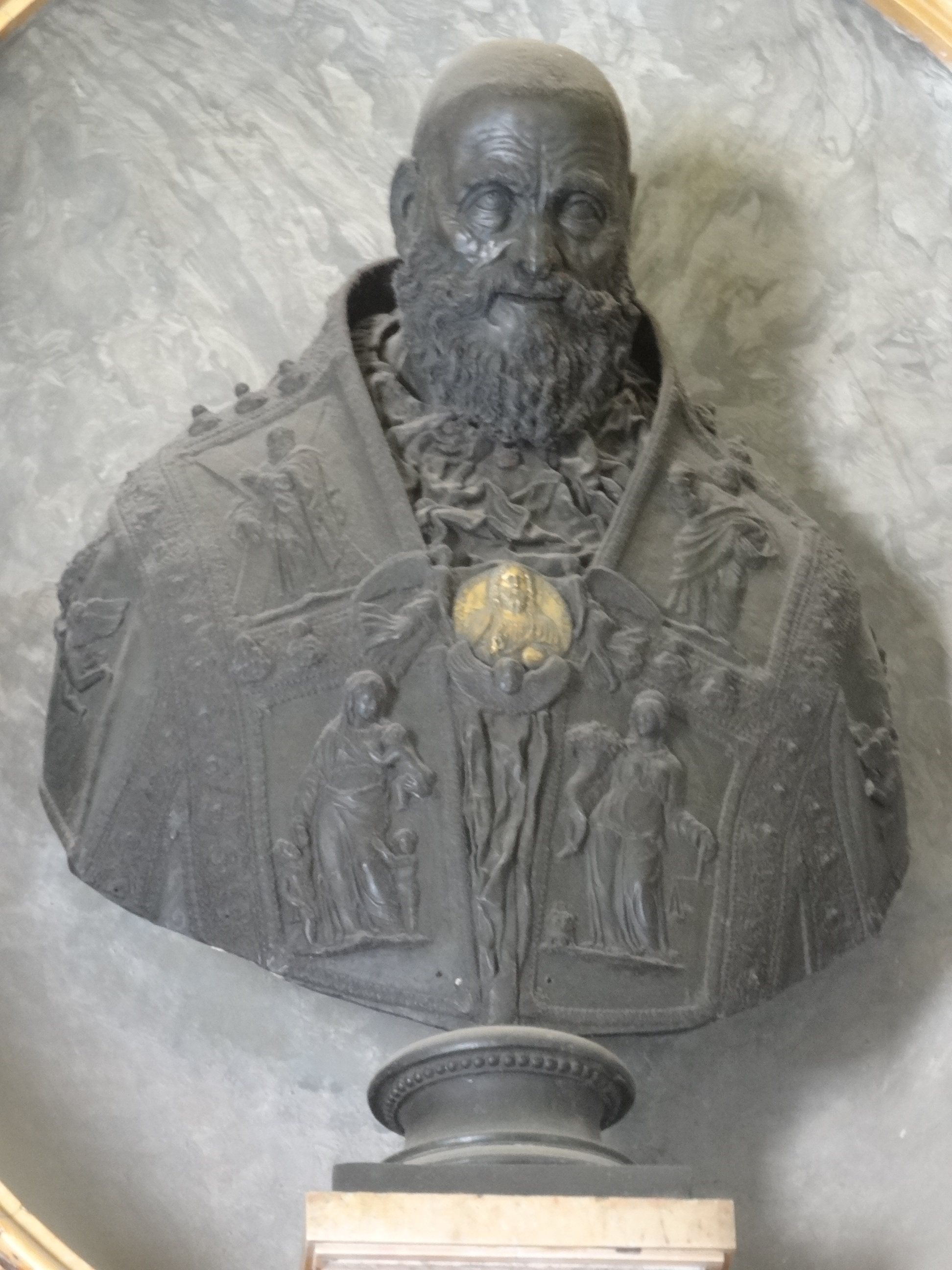
Agostino Penna, Buste de Paul IV, musée du Trésor de la basilique Saint-Pierre.

Le deuxième conclave de 1555 s'ouvre le 15 mai, avec les mêmes cardinaux qu'en avril, mais avec l'ajout de huit cardinaux arrivés tardivement. Le principal candidat semble être le cardinal Carafa, l'inquisiteur, mais l'ambassadeur impérial lui dit en face que l'empereur Charles Quint ne veut pas de lui comme pape et l'ambassadeur de France écrit : « quant au Theatin, je ne sçay quelle asseurance y fonder, tant pour la debilité de sa Personne et de son esprit, à cause de son age déja decrepit. »
La faction impériale favorise les cardinaux Carpi, Morone et Pole. Pole semble également bénéficier du soutien français, mais il existe un groupe influent, dirigé par Carafa, Carpi et Alvarez (tous des inquisiteurs professionnels), qui remettent ouvertement en question l'orthodoxie de Pole et de Morone. L'ambassadeur de France, Jean d'Avançon, informe le roi Henri que son candidat favori, le cardinal Hippolyte d'Este, se heurte à une vigoureuse opposition de la part de la faction impériale et qu'il ne peut pas gagner, grâce à un « veto virtuel » (c'est-à-dire le refus de vote en faveur d'un candidat par plus d'un tiers des votants) ; l'empereur exprime même ses craintes que d'Este ne tente de se corrompre pour accéder à la papauté. D'Avançon doit également annoncer que le cardinal du Bellay, par ambition personnelle, s'est désolidarisé et soutiendrait le cardinal Carafa. Lors du vote, le candidat impérial, le cardinal Carpi, semble progresser, jusqu'à ce que la faction française et les cardinaux créés par Jules III, au nombre de quinze présents au conclave, s'associent pour le mettre hors course. Une fois qu'il est clair que personne dans la faction française ne réussira, le cardinal Farnèse et le cardinal d'Este décident d'apporter leur soutien au cardinal Carafa. La faction impériale est si effrayée par ce que le pape Carafa pourrait essayer de soustraire Naples aux mains de l'Empereur qu'elle envoie les cardinaux Corner et Ricci chez Alexandre Farnèse pour le supplier d'abandonner Carafa et d'accepter leurs votes pour lui-même. Mais Alexandre Farnèse n'est pas assez stupide pour croire qu'il peut réussir sans l'aval de l'empereur ou du roi de France, et il n'a ni l'un ni l'autre ; il ne répond pas à l'offre. Les partisans de Carafa sont finalement plus nombreux que les deux tiers nécessaires pour l'élection, mais les impérialistes (qui se réunissent dans la salle du Consistoire secret) refusent de venir dans la Chapelle et de mener à bien le processus électoral. Alexandre Farnèse, utilisant à la fois les flatteries et les menaces, réussit à convaincre les impérialistes de céder et de se réunir avec le reste des cardinaux dans la chapelle Pauline. Dans l'après-midi du 23 mai, fête de l'Ascension, le cardinal de Naples Gian Pietro Carafa, âgé de soixante-dix-huit ans, est élu pape par acclamation. Il choisit le nom de Paul IV.

## L'affaire Morone

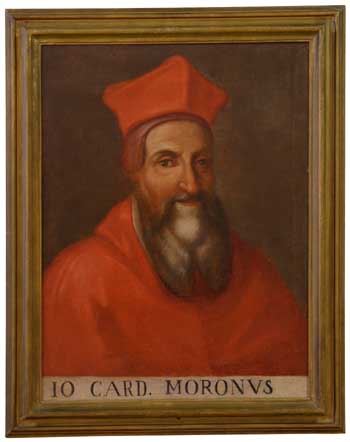
Anonyme, Le cardinal Giovanni Morone, université de Bologne.

Carafa, une fois élu, commence à affronter des ennemis réels ou imaginaires. Ascanio della Corgna est le premier soupçonné. Il est général de la cavalerie papale et est suspecté d'être loyal envers l'Empereur. Paul IV le fait envoyer au château Saint-Ange avec son frère, le cardinal della Corgna le 27 juillet 1556. Tous deux sont des neveux du pape Jules III. Le cardinal est administrateur du diocèse de Spolète lors de la nomination de Jules III, Paul IV le remplace immédiatement par le cardinal Alexandre Farnèse. L'accusation portée contre le cardinal qui l'amène au château Saint-Ange est d'avoir tenté d'ouvrir des courriers avec Philippe II (roi d'Espagne). À la suite des victoires espagnoles en Lombardie et en Toscane, lui et son frère sont libérés.
Puis c'est le tour du cardinal Morone, homme à la prudence éprouvée et familier de l'Allemagne. Il a été choisi comme légat apostolique auprès de la Diète d'Empire d'Augsbourg sur l'insistance de Charles Quint et de son frère Ferdinand. Il reçoit la croix de légat le 13 février 1555 et se trouve à Augsbourg le 23 mars, jour de la mort du pape Jules III. Il arrive donc trop tard à Rome pour le conclave d'avril. Lors du deuxième conclave, un mois plus tard, Pole et Morone sont tous deux candidats de l'Empire, mais le cardinal Carafa (lui-même candidat) exprime haut et fort ses soupçons selon lesquels tous deux seraient hérétiques.
Le 31 mai 1557, Morone est arrêté personnellement par le neveu et secrétaire d'État du pape. Pietro Carnesecchi, un ancien partisan de Morone, écrit : « Personne ne sait pourquoi Morone est emprisonné ; beaucoup disent que les cardinaux l'ont provoqué, afin qu'il puisse être mis à l'écart lors de la prochaine élection d'un pape, lorsqu'il obtiendrait le plus grand nombre de voix. Le Pape a l'intention de convoquer tous les cardinaux à Rome, afin qu'ils puissent, en tant que collège, juger Morone. » Le tollé est immédiat : les cardinaux souhaitent la tenue d'une congrégation au cours de laquelle des explications seraient demandées. Paul IV prend l'initiative et tient une congrégation qu'il préside, disant aux cardinaux qu'il ne s'agit pas de politique mais de l'honneur de Dieu ; le procès contre Morone serait mené par les membres de l'Inquisition. Vingt et une accusations sont portées contre lui. Le 12 juin 1557, Morone est interrogé au château Saint-Ange par le comité composé des cardinaux Innocenzo del Monte, Jean Suau, Scipione Rebiba, Alexande Farnèse et Michele Ghislieri. Après l'avoir interrogé et entendu ses nombreuses réponses, le comité fait un rapport en faveur de Morone, mais Paul IV n'est pas satisfait. Morone reste au château Saint-Ange jusqu'à la mort du pape, lorsque le Collège des Cardinaux ordonne sa libération.
Les relations entre Paul IV et le cardinal Farnèse se caractérisent par une antipathie réciproque due à leur divergence dans l'interprétation du contexte de la contre-réforme. Farnèse, riche, mondain protecteur princier des Juifs et des intellectuels hétérodoxes, supporte mal la rigueur inquisitoire du pape, défendant ses biens et revendiquant ses prérogatives. Dans ce climat particulier, il fait relâcher de prison les personnages de sa cour personnelle et s'inquiète du sort de la bibliothèque du palais Farnèse.
En 1557, le cardinal Farnèse se retire à Parme, où il séjourne avec son frère, le duc Octave. Ils y sont alors approchés avec un esprit d'apaisement par le cardinal Carafa, qui est même prêt à marier l'une des Carafa au jeune duc Alexandre Farnèse (1545-1592), fils d'Octave et Marguerite de Parme (1522-1586). Cette alliance n’a pas  lieu, néanmoins, l'influence du cardinal Alexandre à Rome est considérable. Il est nommé Cardinal Protecteur de l'Empire le 14 septembre 1541, de Sicile, d'Aragon le 13 décembre 1565, du Portugal, de Pologne, de la république de Gênes et de Raguse (Italie).

## Entre la France et l'Espagne
Depuis deux décennies, les Farnèse essaient d'entretenir des amitiés à la fois avec le roi Henri II de France et avec l'empereur Charles Quint du Saint-Empire romain germanique. Cela devient plus difficile lorsque le cardinal Carlo Carafa, au nom de Paul IV, conclut un traité avec Henri II le 23 juillet 1556, les engageant dans une guerre contre l'empereur pour le royaume de Naples. En 1557, les efforts échouent. Le 23 octobre 1557, Henri frappe le cardinal Alexandre Farnèse, délivrant des lettres patentes par lesquelles il confisque tous les bénéfices du cardinal dont il jouit encore en France dont les abbayes de Saint-Étienne de Caen, de Beauport en Bretagne et de Granselve, ainsi que l'administration du diocèse de Viviers. Dans le document, Henri se plaint du fait que le cardinal et ses frères prennent le parti du roi d'Espagne. La perte totale pour le seul cardinal s'élève à plus de 30.000 francs. Les bénéfices sont tous reversés au cardinal Hippolyte d'Este, ennemi de Farnèse, qui a passé sa jeunesse à la cour de France et est un ami personnel d'Henri et de la famille royale,,.
Ces pertes s'ajoutent à celles infligées par le pape Jules III, dont l'élection a été combattue par le cardinal Farnèse dans l'intérêt du secrétaire du pape Paul III, Marcello Cervini : le poste de gouverneur de Tivoli, qui revient également au cardinal d'Este et le Patriarcat de Jérusalem, qui lui est retiré seulement vingt jours après la fin du Conclave.
Sa fille Clelia, célèbre pour sa beauté, nait en 1556. L'enfant est confiée à sa tante Vittoria Farnèse, duchesse d'Urbino, qui l'éduque avec sa cousine Lavinia della Rovere.
L'empereur Charles V prend sa retraite en 1556 et meurt en 1558, tandis que Paul IV et Henri II meurent en 1559, à moins d'un mois d'intervalle.

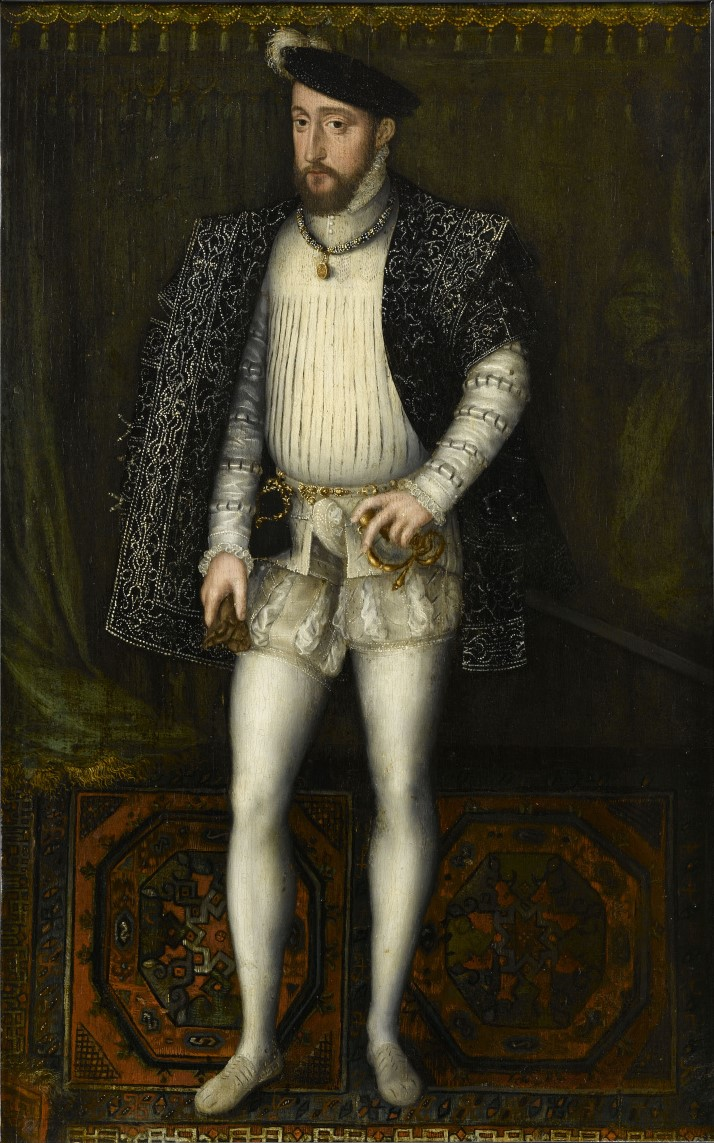
Atelier de François Clouet, Henri II roi de France, entre 1550 et 1575, musée Condé.
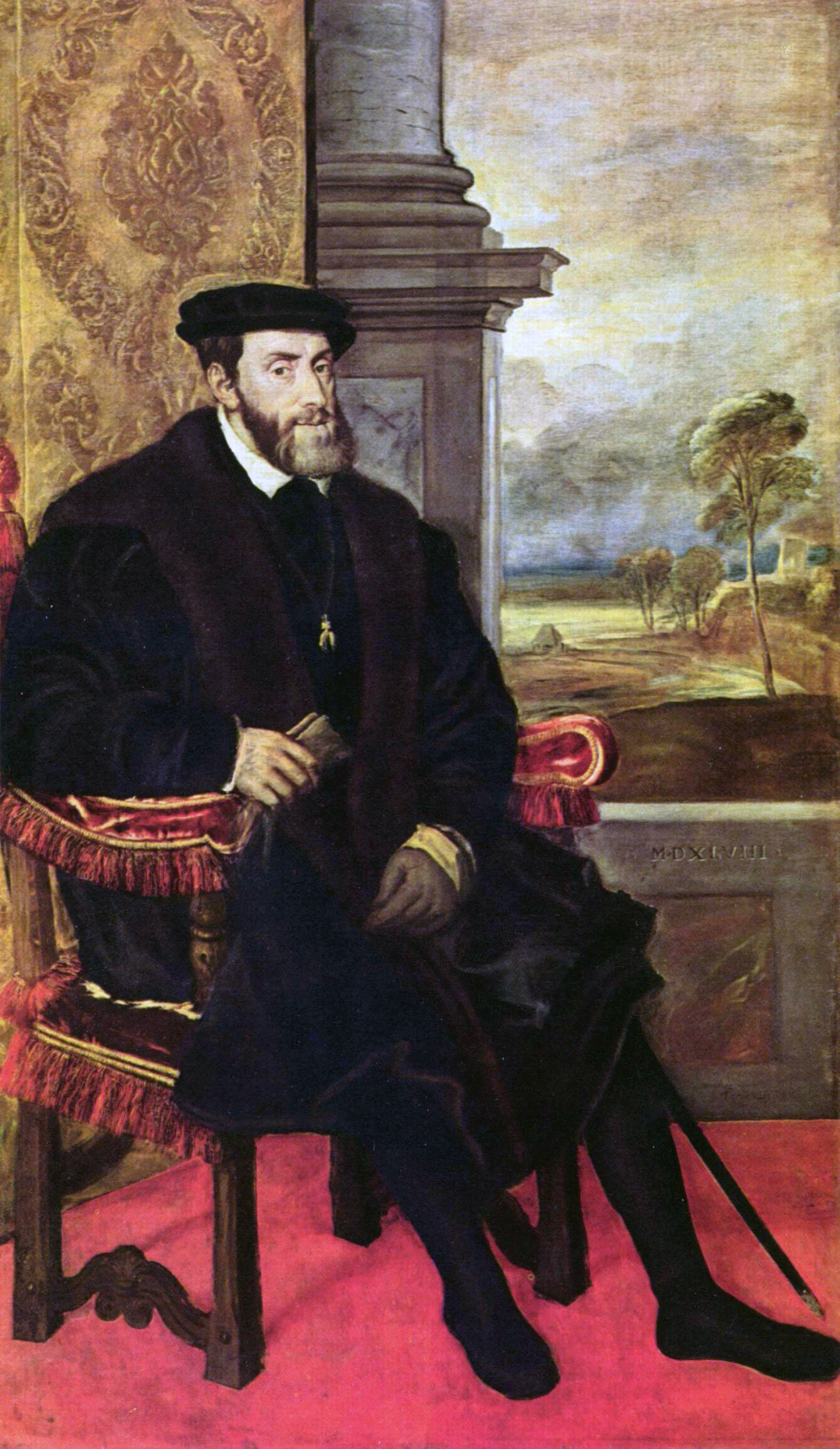
Titien, Portrait de Charles Quint, 1548, Alte Pinakothek.

## Conclave de 1559

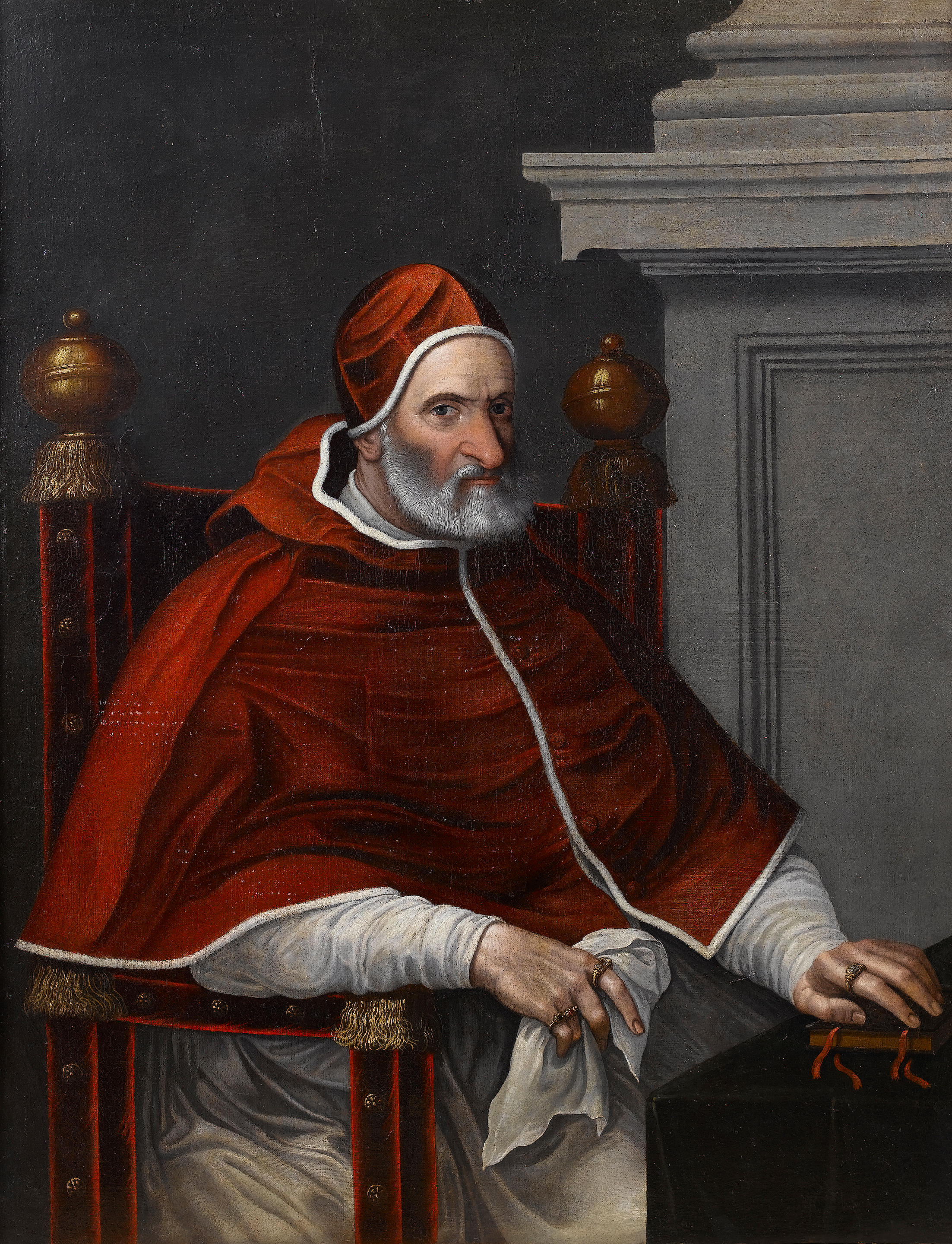
Entourage de Scipione Pulzone, Portrait du pape Pie IV, années 1560, collection particulière.

Le roi Philippe II d'Espagne a fait savoir que pour le conclave qui approche, ses choix sont les cardinaux Rodolfo Pio de Carpi, Giacomo Puteo, Giovanni Angelo de' Medici et Clemente d'Olera. En revanche, François II roi de France favorise la nomination des cardinaux Hippolyte d'Este, François de Tournon et Hercule Gonzague. Le cardinal Farnèse, qui a 38 ans et est alors le cardinal diacre principal, n'apprécie ni d'Este ni son cousin Gonzague et décide donc de faire tout ce qu'il peut pour voir l'élection de Carpi,.
Il ne peut effectivement influencer directement que quatre ou cinq des votes et doit donc faire alliance avec un autre groupe : il s'allie aux cardinaux créés par Paul IV et dirigés par son neveu, le cardinal Carlo Carafa. Cela conduit finalement à l'élection du cardinal de Médicis qui prend le nom de Pie IV, qu'Alexandre Farnèse couronne pape le 6 janvier 1560. Les nouveaux cardinaux-neveux sont Charles Borromée et Mark Sittich von Hohenems .
Sous le règne de Pie IV, le cardinal Farnèse connait une bonne fortune : le pape qui est un de ses amis, le tient en extrême considération et est très reconnaissant de son rôle décisif durant le conclave ; il peut éviter les désagréments des affaires internationales et se constitue un cercle d'amis parmi le Collège des Cardinaux et à la Curie romaine. Le 14 avril 1564, il est promu au titre de cardinal prêtre de l'église San Lorenzo in Damaso, poste qu'il occupe pendant moins d'un mois. Le 12 mai, il est promu dans l'Ordre des Cardinaux Évêques du diocèse de Sabina. Il prend ses distances avec les horreurs qui entourent la chute des neveux Carafa en 1561. Pie IV n'est pas en bonne santé, ce qui permet à Alexandre Farnèse, et à d'autres, d'anticiper sa disparition. Pie IV décède le 4 décembre 1565.

## Conclave de 1566

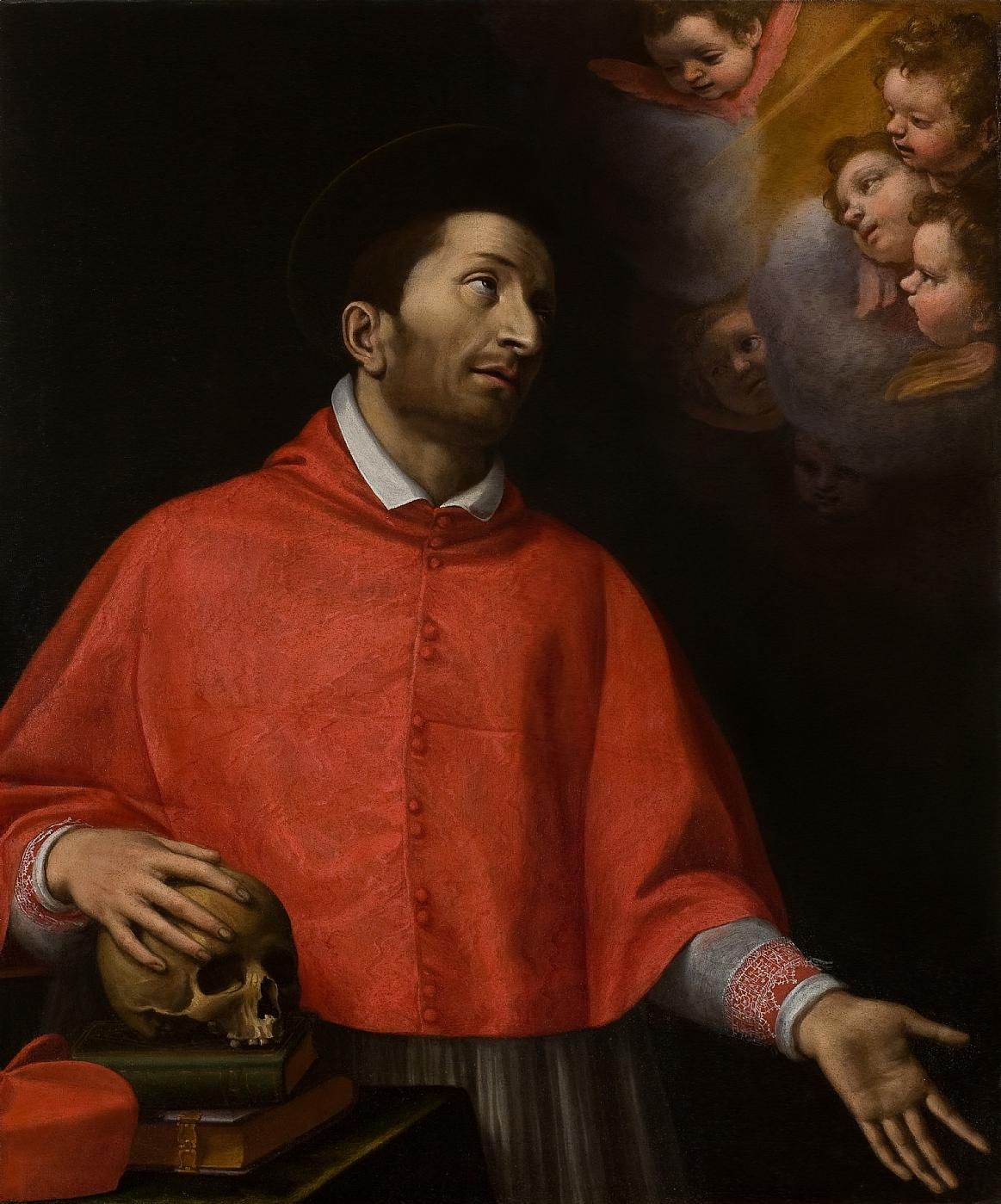
Agostino Ciampelli, Saint Charles Borromée, XVIIe siècle, collection privée.

Les Français, à cette époque Catherine de Médicis, n'ayant rien appris de 1555 ou 1559, offrent encore leur soutien au cardinal Hippolyte d'Este. Le roi Philippe II favorise les cardinaux Clemente d'Olera, Ghislieri, Ricci, Morone et Pacheco de Toledo. Lorsque l'ambassadeur d'Espagne, Don Luis Requesens de Zuniga, arrive à Rome le 21 décembre 1565, il transporte cependant des instructions pour soutenir Ghislieri et Morone : Philippe II se méfie de l'orthodoxie du cardinal Morone et craint que le cardinal Farnèse ne poursuive une vendetta contre l'Espagne pour le meurtre de son père s'il devenait pape. Maximilien II empereur du Saint-Empire est informé par son agent à Rome, Nosti Camiani, que les cardinaux favoris sont d'Olera, Boncompagni, Suau, Sirleto, Simonetta, Gianbernardino Scotti et Michele Ghislieri. Il écrit directement à Cosme III de Médicis, lui demandant son aide. Cosme répond qu'il n'a plus pour mission d'influencer les élections papales, mais qu'il accepte de servir les souhaits de l'Empereur. Il est en effet très actif en coulisses : il veut un pape qui le fera duc de Toscane et validera son contrôle sur Sienne ;  il a déjà choisi le cardinal Ghislieri. La duchesse de Ferrare, Barbara d'Autriche, fille de l'Empereur, soutient le cardinal Francesco II Gonzaga, neveu de 27 ans du cardinal Hercule Gonzague (décédé en 1563), pour lequel elle sollicite l'Empereur, le Emmanuel-Philibert de Savoie, duc de Savoie, et le roi de France, François II. Marguerite de France, |duchesse de Savoie, fait pression pour le cardinal Ferrero, qui n'a que 28 ans. Les neveux de Pie IV, le cardinal Borromée et le cardinal Altemps, ont en tête un autre candidat, le nonce en Espagne, le cardinal Ugo Boncompagni ; ils envoient une galère rapide pour le chercher, mais il n'arrive pas  à temps. Le cardinal Alexandre Farnèse fait campagne pour lui-même.
Cinquante-deux cardinaux sont présents le 20 décembre 1565. Dix-sept cardinaux ont moins de quarante ans, dont sept ont moins de trente ans. Le cardinal Farnèse, neveu du pape Paul III, a dans sa faction les cardinaux Corregio, Gambara, Savelli, Paleotti et Orsini. Il est personnellement aimé de la population romaine en tant que soutien des pauvres et mécène des arts. Les cardinaux créés par Paul IV soutiennent également Alexandre Farnèse, dont Vitelli, camerlingue de la Sainte Église romaine, Capizucchi, Suau, Rebiba, Ghislieri et d'Olera. Les cardinaux créés par Pie IV sont au nombre de neuf et, dans certaines circonstances, peuvent en recruter quatre de plus. La faction Gonzague compte six membres ; les cardinaux créés par Jules III sont au nombre de cinq ; les Florentins en ont entre quatre et six ; les Vénitiens en ont trois. Six cardinaux français ne sont pas venus. Le grand nombre de factions présente une difficulté majeure pour quiconque tenterait de réunir une majorité des deux tiers. La nationalité n’est pas non plus le seul moyen de répartir les cardinaux, avec les vieux et les jeunes, les réformateurs enthousiastes et la majorité complaisante.
Dès l'ouverture du Conclave, le cardinal Borromée, qui, en tant que neveu du défunt pape, se considère comme le meilleur, voire pape, se rapproche du cardinal Farnèse, qui a le plus grand nombre de soutiens. Il a indiqué qu'il pensait que le cardinal Morone devrait être pape. Cela est conforme aux souhaits de l'Empereur ; Morone a été l'un des présidents du concile de Trente. Farnèse apparait amical et disposé à plaire, ce que Borromée considère (à tort) comme un accord pour fournir des voix : certains cardinaux ne voteraient jamais pour un ami de l'Empereur, d'autres se souviennent des ennuis de Morone avec l'Inquisition et de la bulle de Paul IV qui déclarait que toute personne arrêtée, emprisonnée ou condamnée par l'Inquisition ne pouvait jamais voter à une élection papale, et encore moins être élue pape. De plus, certains n’aiment pas Morone personnellement. Il est reconnu qu'Alexandre Farnèse et Hyppolite d'Este ont des rancunes contre Morone en raison des décisions qu'il a prises alors qu'il était légat à Bologne. Ses ennemis peuvent toujours rassembler plus d’un tiers du Collège pour bloquer son élection. Au moment du vote, Morone obtient vingt-neuf voix. Farnèse doit se rendre compte qu'il se trouve lui-même un peu dans la même situation : il peut rassembler entre vingt-huit et trente voix, mais pas les trente-cinq nécessaires pour se faire élire.

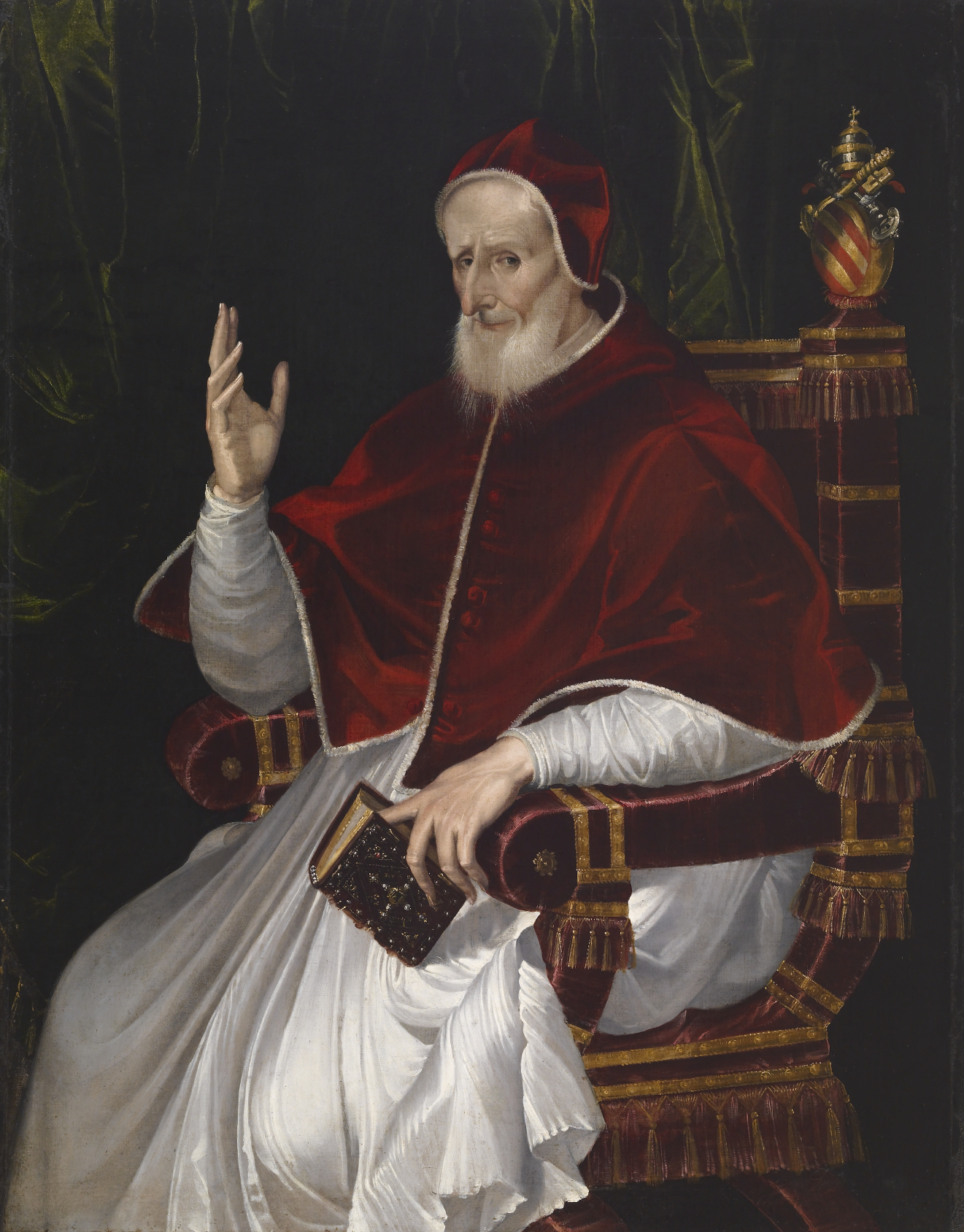
Bartolomeo Passarotti, Portrait de Pie V, vers 1566, Walters Art Museum.

Le cardinal Borromée, avec sa simplicité, se tourne ensuite vers son deuxième candidat, le cardinal Sirleto, mais lui aussi échoue. Il se rend chez Farnèse et déclare catégoriquement qu'il ne va pas le soutenir ; il lui demande de l'aider à choisir un pape digne. Farnèse suggère les noms de quatre cardinaux qu'il soutiendra : Gianbernardino Scotti (Trani), D'Olera (Aracoeli), Ghislieri (Alessandrino) et Ricci (Montepulciano). En deux heures, ils obtiennent suffisamment de voix pour élire Ghislieri : l'après-midi du 7 janvier 1566, les cardinaux se réunissent et procèdent à un vote ; deux cardinaux votent depuis leur lit de malade. Les votes ne se déroulent pas au scrutin secret, mais à haute voix. Ghislieri est élu à l'unanimité et prend le nom de Pie V. Borromée et Farnèse ont fait un pape.
En 1569, le cardinal Farnèse est Legatus perpetuus (Légat permanent) de la Province du Patrimoine de Saint-Pierre, résidant à Viterbe, comme consigné sur l'inscription d'une nouvelle porte de la ville.
En 1569, il se rend en Sicile pour inspecter son archidiocèse de Monreale. Le transport est assuré par quatre galères prêtées par les Hospitaliers de l'ordre de Saint-Jean de Jérusalem. À Monreale, il dirige un synode diocésain. Il démissionne du diocèse le 9 décembre 1573.
Le 7 octobre 1571 a lieu la bataille de Lépante dans le golfe de Corinthe. La flotte chrétienne, commandée par le demi-frère du roi Philippe II, Don Juan d'Autriche, inflige une défaite décisive à la flotte des Turcs ottomans, détruisant tous ses navires sauf trente. Le cardinal Farnèse est sur les quais de Civitavecchia pour accueillir chez lui le héros, beau-frère de son frère.

## Conclave de 1572

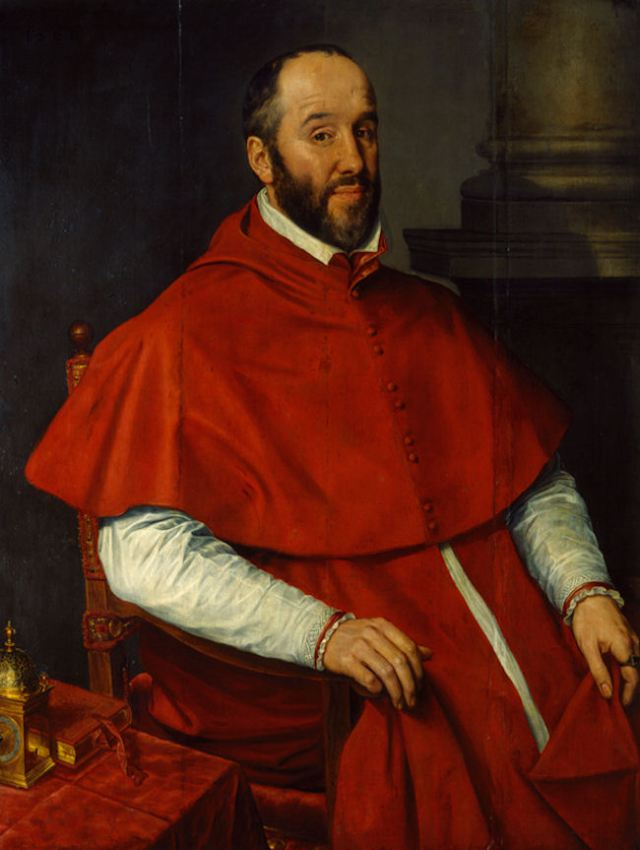
Willem Key, Portrait d'Antoine Perrenot de Granvelle, 1561, château de Weimar.

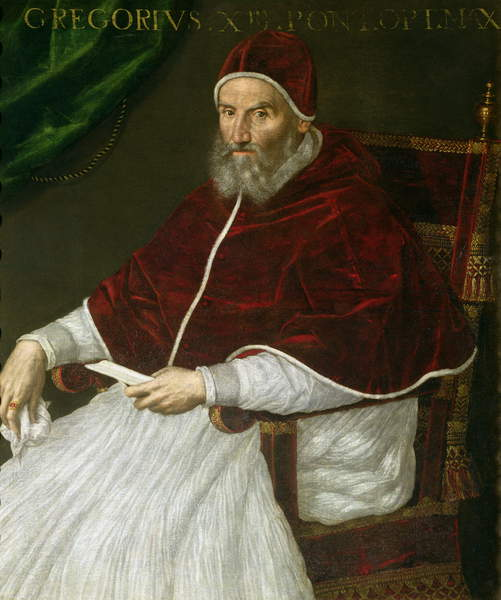
Lavinia Fontana, Portrait du pape Grégoire XIII, avant 1585, collection particulière.

La récente bataille de Lépante constitue l'un des facteurs déterminants dans l'esprit des électeurs, une défaite retentissante pour les Turcs ottomans, la première défaite navale depuis plus d’un siècle, la quasi-totalité de leur flotte ayant été détruite, mais ils n’ont pas perdu le contrôle de la Méditerranée orientale et reconstruisent déjà leur flotte à une vitesse fulgurante. Dans l'esprit de certains, il faut un pape capable de rassembler les différentes forces, un pape croisé qui serait également généreux avec l'argent de l'Église pour financer la guerre. Le nouveau pape doit également être un défenseur fort et strict de la foi face à la non-orthodoxie et faire appliquer les décrets du Concile de Trente.
Le pape doit aussi faire face à d’autres problèmes. Élisabeth Ire reine d'Angleterre a été excommuniée par Pie V et a obtenu les possessions de Marie Stuart , reine d'Écosse. Les parents de Marie, les Guise, sont les dirigeants du parti fervent et hyper-catholique en France, désireux d'une confrontation avec les huguenots. Catherine de Médicis tente d'éviter une guerre civile en France et elle pense que le mariage de sa fille Marguerite de France  avec Henri de Navarre, un protestant, pourrait éviter un désastre, mais des dispenses seraient exigées du pape. Elle essaie également de marier la reine Elizabeth avec son fils Henri, ce qui nécessiterait également la coopération du pape. Son choix se porte sur le cardinal de Ferrare, Hippolyte d'Este, qui est aussi détesté en 1572 qu'il l'était en 1549. Sa « collection » d'ennemis s'est élargie pour inclure les cardinaux Bonelli, Borromée, Farnèse, Médicis et Morone Catherine est cependant en contact avec son cousin, Cosme Ier, grand-duc de Toscane, qui, en coulisses, promeut le cardinal Boncompagni. Le cardinal de Médicis informe les chefs de la faction de Pie IV, Borromée et Altemps, que les Médicis ne s'intéressent qu'à Sirleto et Boncompagni. Avec les votes français et florentins, en effet, le cardinal d'Este a les ressources nécessaires pour bloquer n'importe quel candidat qui lui plait (le « veto virtuel »).
Hippolyte d'Este, cependant, n'est pas éligible. Les cardinaux de Pie V (quelque douze ou treize voix) se joignent à beaucoup de ceux de Pie IV pour empêcher son élection, mais aussi à celles de Farnèse, de Ricci et de Burali d'Arezzo. Le cardinal Giovanni Morone est également de nouveau candidat, mais le cardinal Bonelli (Alessandrino, petit-neveu de Pie V) est prêt à utiliser ses voix pour l'exclure. Ses amis tentent néanmoins de le faire élire par acclamation le jour de l'ouverture du conclave, le 12 mai, mais leur tentative échoue.
Le cardinal Farnèse pense que c'est « son » conclave et fait tous ses efforts pour gagner des partisans ; il sait pourtant que les Espagnols sont contre lui. Le soir de l'ouverture du conclave, le cardinal Granvelle arrive de Naples. Il a été envoyé en Italie par Philippe II en 1571 pour préparer la flotte qui devait finalement rencontrer les Turcs à Lépante ; il demeure vice-roi de Naples. Peu de temps après son entrée, il montre une lettre non ouverte de Philippe II, qui (dit-il) lui est parvenue alors qu'il était sur la route. Il ouvre la lettre en présence du cardinal Farnèse et en lit le contenu, qui lui ordonne d'informer Farnèse qu'il ne doit pas tenter de devenir pape « cette fois » – il faut se rappeler que, malgré son expérience, le cardinal Farnèse n'a que cinquante et un ans. Ses chances disparaissent dès le premier jour du conclave.
Le cardinal Boncompagni est le candidat évident : il est acceptable pour le cardinal Borromée et les réformateurs ; il fut un nonce avec succès en Espagne et est accepté par la faction espagnole, qui comprend Naples. Le conclave s’avère très court. Le 14 mai, Ugo Boncompagni est élu pape et prend le nom de Grégoire XIII. Il est couronné par le cardinal Hippolyte d'Este, cardinal diacre principal, le 20 mai 1572, l'un des principaux ennemis d'Alexandre Farnèse, qui meurt le 2 décembre 1572.
En 1580, il avance en vain une candidature Farnèse pour la succession au trône portugais, vacant à la  mort du cardinal Henri.

## Conclave de 1585

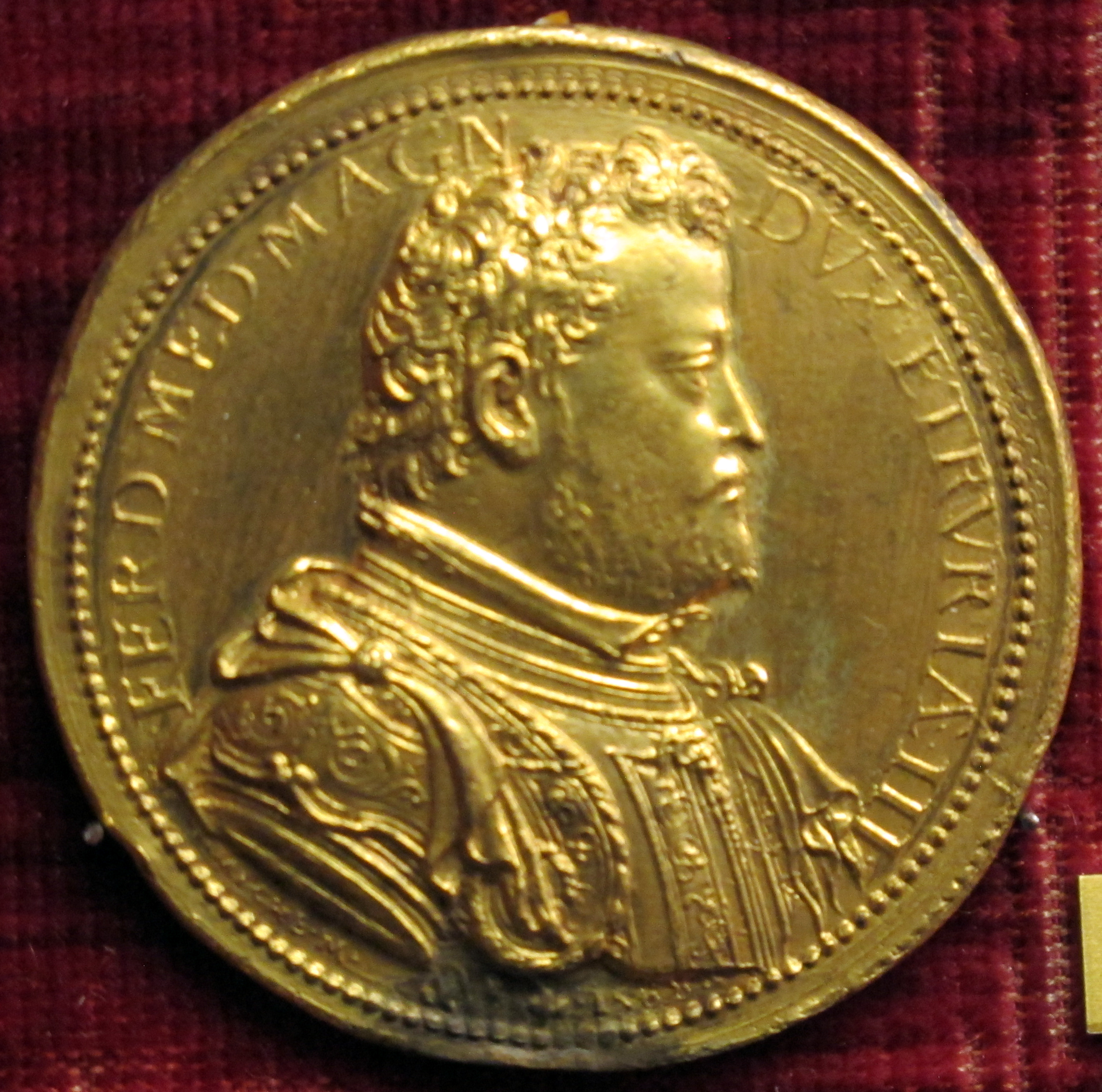
Michele mazzafirri, médaille de Ferdinand Ier de Médicis, 1588, bronze doré.

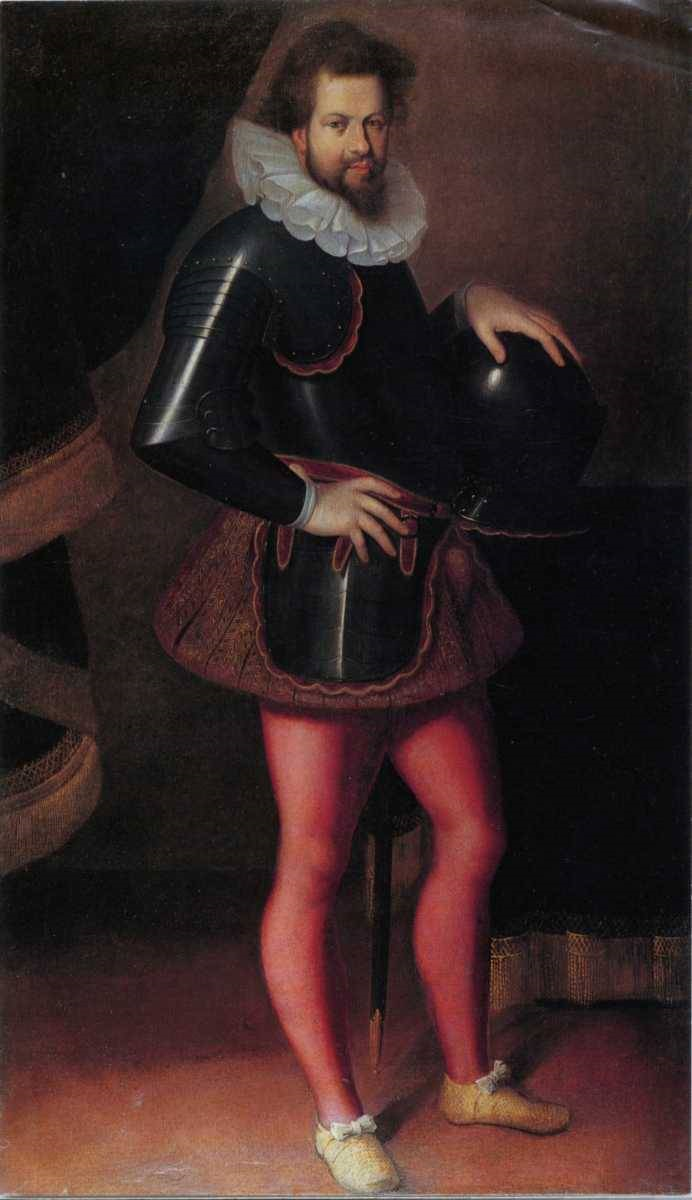
Aletlier de Cesare Aretusi, Portrait de Ranuce Ier Farnèse.

Au printemps 1585, une ambassade du Japon se rend à Rome. Elle arrive par bateau à Livourne le 1er mars et traverse la Toscane par voie terrestre. Elle est reçue à Florence par le grand-duc François Ier de Médicis, puis se rend à Rome, accompagnée du cardinal Gianfrancesco Gambara, et est reçue avec force démonstration d'hospitalité à Caprarola par le cardinal Alexandre Farnèse. Accompagnée de Gambara et Farnèse, l'ambassade atteint Rome le 22 mars.
Le pape Grégoire XIII meurt après treize ans sur le trône de Pierre le 10 avril 1585. Soixante-deux cardinaux sont vivants, mais seulement trente-deux réussissent à arriver à Rome à temps pour les cérémonies d'ouverture du conclave le dimanche de Pâques, le 21 avril 1585. Le cardinal Farnèse, bien qu'il n'ait que soixante-quatre ans, est le principal cardinal présent. Il est à la fois doyen du Sacré Collège des Cardinaux et cardinal évêque d'Ostie, mais il n’est pas un chef de faction. Trente-neuf cardinaux, dont beaucoup de ses amis et partisans, sont morts sous le règne de Grégoire XIII. Il n'y a qu'un seul autre cardinal présent créé par son grand-père, Paul III. La faction impériale-espagnole est dirigée par le cardinal Ferdinand de Médicis, frère du grand-duc de Toscane, et qui va bientôt devenir le grand-duc lui-même. Le véritable dirigeant espagnol est le cardinal Ludovico Madruzzo, mais il n'arrive à Rome que dans la soirée du 23 avril. La faction française est dirigée par Luigi d'Este, petit-fils de Louis XII et protecteur de la France auprès du Saint-Siège.
Après le premier vote, le 23 avril, il est évident que ni un candidat espagnol fort ni un candidat français fort ne peuvent être élus. Les cardinaux Médicis et d'Este se rencontrent ; Médicis propose deux candidats de compromis possibles à d'Este : le cardinal Albani et le cardinal Felice Peretti Montalto. Le candidat choisi par Madruzzo est le cardinal Sirleto, mais lors d'une réunion avec d'Este peu après son entrée au conclave le 24, il lui est clairement fait comprendre que Sirleto est exclu par les votes des Français. Madruzzo déclare qu'il n'accepterait pas Albani. D'Este rencontre le cardinal Farnèse, dans l'espoir d'arrêter toute tentative visant à exclure Montalto. Il a déjà tenté de rallier certains des cardinaux de Grégoire XIII en sa propre faction. Farnèse pense déjà que Montalto a peu de soutien réel ; d'Este encourage cette méprise. Mais, après avoir compté tous les votes probables, il semble qu'il manque aux partisans de Montalto quatre voix, qui doivent venir de Farnèse. Lorsque les cardinaux se réunissent pour commencer le scrutin, d'Este intervient soudainement et annonce qu'il n'est pas nécessaire de procéder à un scrutin puisqu'ils a déjà un pape, le cardinal Montalto, qui prend le nom de Sixte V. Les cardinaux se mettent immédiatement à « adorer » Montalto, une méthode légitime pour élire un pape. Il ne doit y avoir aucune opposition, et il n’y en a aucune. Farnèse est réduit au silence et contraint de coopérer.
Au printemps 1586, le jeune neveu du cardinal Farnèse, Ranuce, âgé de 17 ans, vient à Rome prêter allégeance à ses domaines dont l'Église est le souverain féodal. Il commet l'erreur de se présenter devant Sixte V en armure et avec des armes. Pour cet horrible crime, il est emprisonné au château Saint-Ange. Son oncle le cardinal plaide à deux reprises auprès du pape pour qu'il soit libéré et finalement réussit à le faire s'échapper : l'ambassadeur d'Espagne, Olivares, invite le châtelain du château Saint-Ange à dîner, tandis que le cardinal trompe les gardes pour qu'ils libèrent Ranuce. Le pape est furieux d'avoir été contourné.

## Dernières années et mort
Alexandre Farnèse représente un type d'ecclésiastique de plus en plus inadapté à une volonté qui apparait en matière de réforme étatique, qui convient mal à sa conception personnelle, familiale et pleine d'impudence de l'exercice du pouvoir. Vieillissant, il s'entoure de Jésuites, passe de plus en plus de temps dans sa villa de Caprarola, recevant des personnalités illustres et des artistes de toute l'Europe. Il intensifie ses actions de charité et d'assistance à Rome, y cultivant son image.

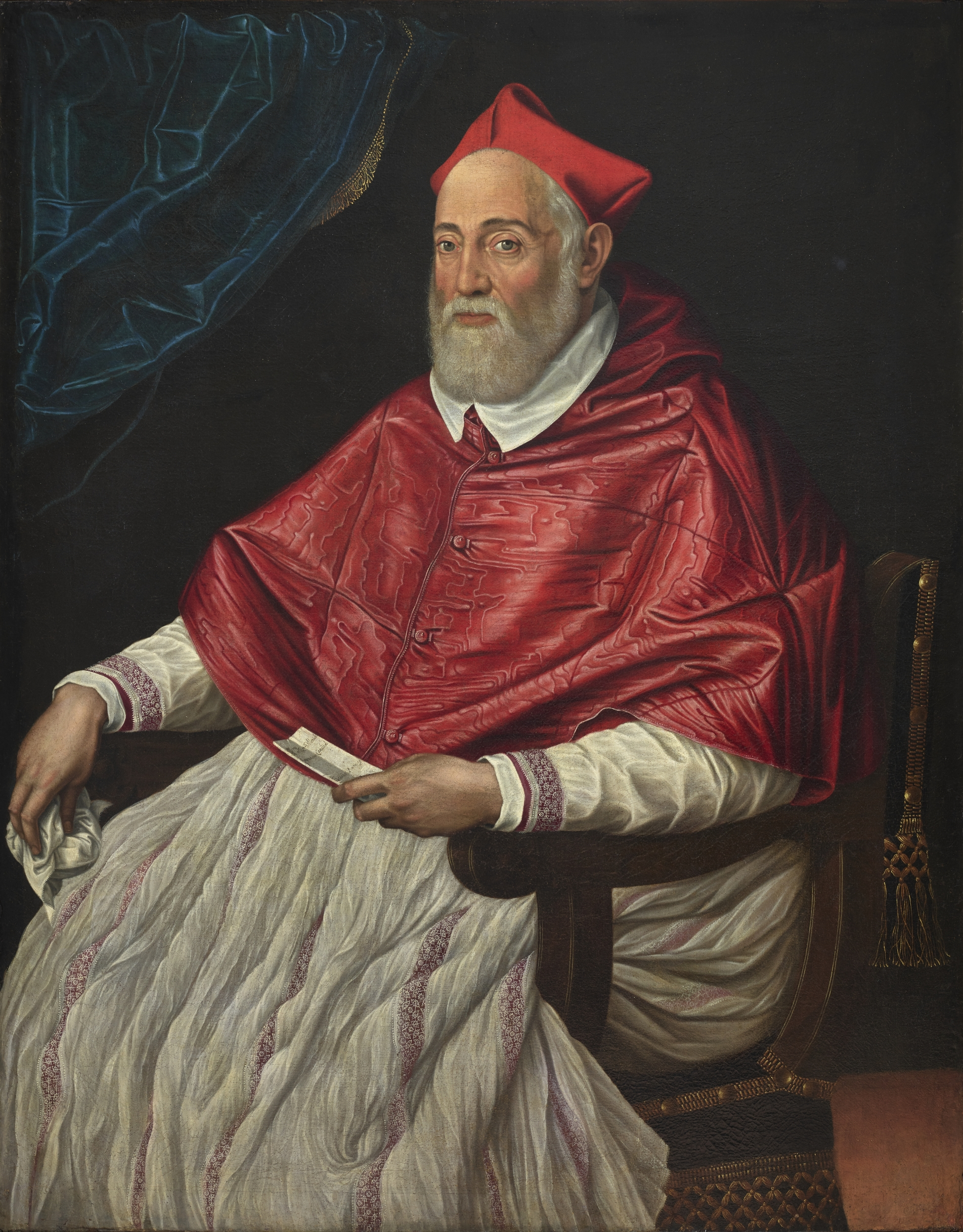
Scipione Pulzone, Portrait du cardinal Farnèse, vers 1579, Galerie nationale d'Art ancien (Rome).

Le cardinal  rédige un testament en 1580 et ajoute des codicilles en 1585, mais ceux-ci sont révoqués et remplacés par un nouveau testament rédigé le 22 juin 1588, avec des codicilles ajoutés en juillet et août.
Le 7 juillet 1588, le médecin du duc d'Urbino, Vincenzo Remosetti, est convoqué à une consultation au palais Farnèse de Caprarola, « pour un grand accident d'épilepsie », accompagné de graves problèmes respiratoires. Le cardinal est gravement malade. Il a été soumis au charlatanisme, à la cautérisation et aux saignements habituels. Il est accompagné de Mgr Camillo Caetani, le frère du cardinal Enrico Caetani, qui tient son frère informé de l'état du cardinal. Le 13 août, le médecin doit rentrer à Rome ; il laisse le cardinal agité et faible, souffrant de la goutte au bras gauche. Le 28 février 1589, il subit une sorte d'attaque, peut-être un accident vasculaire cérébral. Il meurt tranquillement des suites d'apoplexie à Rome le 2 mars 1589, à l'âge de soixante-huit ans. Il est enterré devant le maître-autel de l'église du Gesù.
À ses obsèques, il est porté en cortège devant la foule, dans une atmosphère de deuil officiel sans précédent. Quarante-deux cardinaux assistent aux cérémonies funéraires, mais aussi des nobles, des représentants des confraternités, des religieux réguliers et séculiers, des orphelins et des vieilles filles qu'il a aidés, se joignent en un hommage collectif, l'un des plus solennels du XVIe siècle romain, à l'intérieur et à l'extérieur de l'église, au pied d'un immense catafalque.
Au-dessus de la porte principale de l'église du Gesù, du côté intérieur, se trouve la célèbre inscription commémorant la création de l'Ordre des Jésuites par Paul III en 1540 et la construction de l'église du Gesù pour eux grâce à la générosité du cardinal Farnèse :

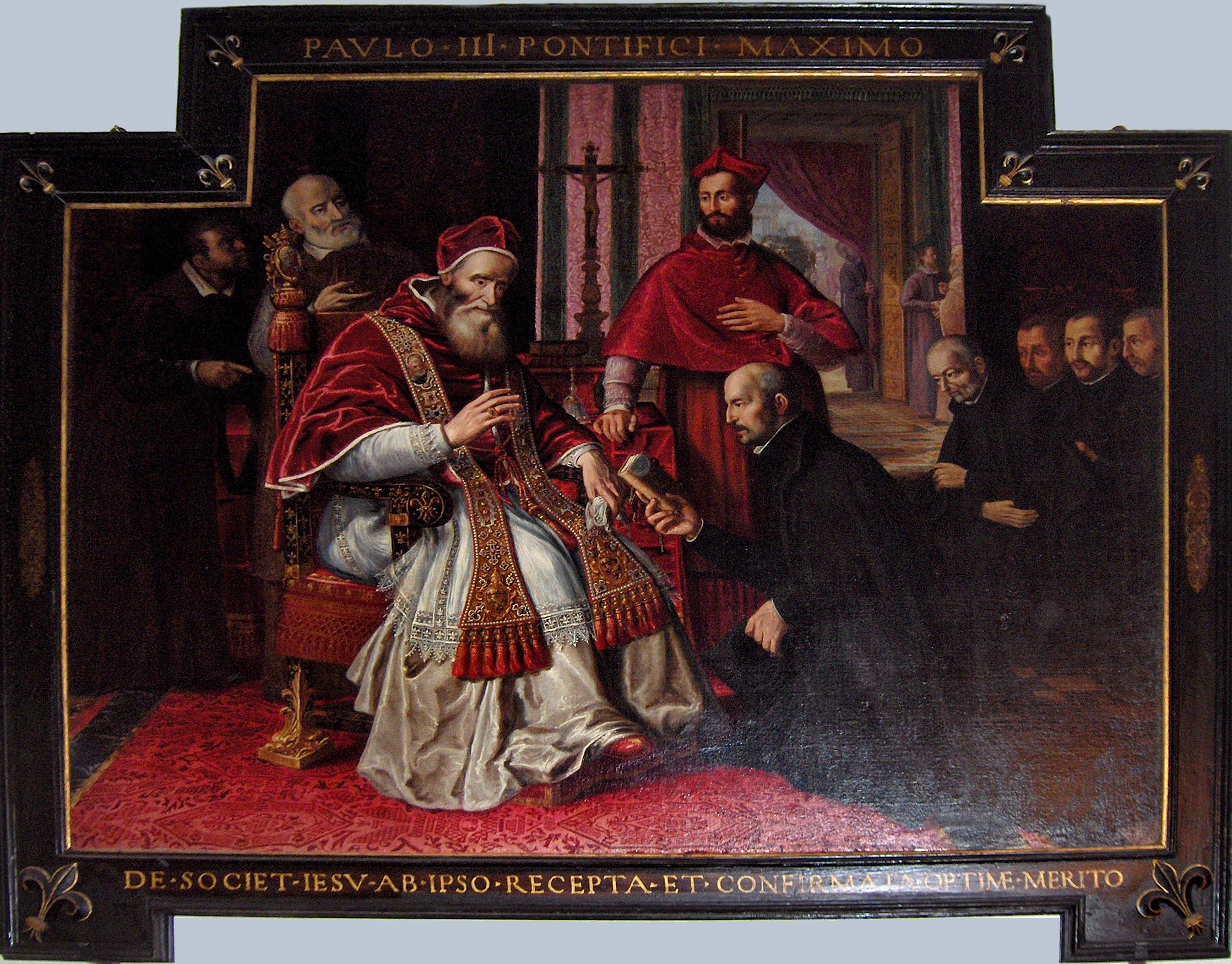
Paul III approuvant la Compagnie de Jésus, peinture d’un artiste anonyme à l’entrée de la sacristie de l’église du Gesù, avec le cardinal Farnèse debout au centre.

ALEXANDER . FARNESIVS

CARD . S . R . E . VICECANCELL

PAVLI . III. PONT . MAX . NEPOS

CVIVS . AVCTORITATE . SOCIETAS

IESV . RECEPTA . PRIMVM, FVIT

ET . DECRETIS . AMPLISS . ORNATA

TEMPLVM . HOC . SUAE. MONVMENTVM

RELIGIONIS . ET. PERPETVAE

IN . EVM . ORDINEM . VOLVNTATIS

A . FVNDAMENTIS . EXTRVXIT

ANNO . IVBILEI . M . D . LXXV

## Alexandre Farnèse et les arts
La richesse d'Alexandre s'est accrue grâce aux rentes de ses nombreux titres, qui lui permettent de confier la réalisation d'œuvres architecturales, d'enluminures, de joyaux et de fresques aux plus grands artistes de l'époque. Mécène aux possibilités économiques quasiment illimitées, il se révèle un collectionneur intelligent et sensible durant toute sa vie, avec seulement une interruption durant la guerre de Parme après la mort de Paul III.
Sa générosité envers les artistes a créé une académie virtuelle dans sa villa de Caprarola et dans ses logements au palais de la Chancellerie puis , après la mort de son frère le cardinal Ranuccio Farnèse en 1565, au palais Farnèse.

### Architecture
Les bâtiments construits ou restaurés par le cardinal Farnèse comprennent l'église del Gesù de Rome, la Villa Farnèse à Caprarola, le palais Farnèse près du lac de Bracciano et l'abbaye Tre Fontane. Entre 1582 et 1584, il fait construire l'église Santa Maria Scala Coeli, à proximité de l'abbaye de Tre Fontane, imaginée par Giacomo della Porta.

#### Église del Gesù de Rome

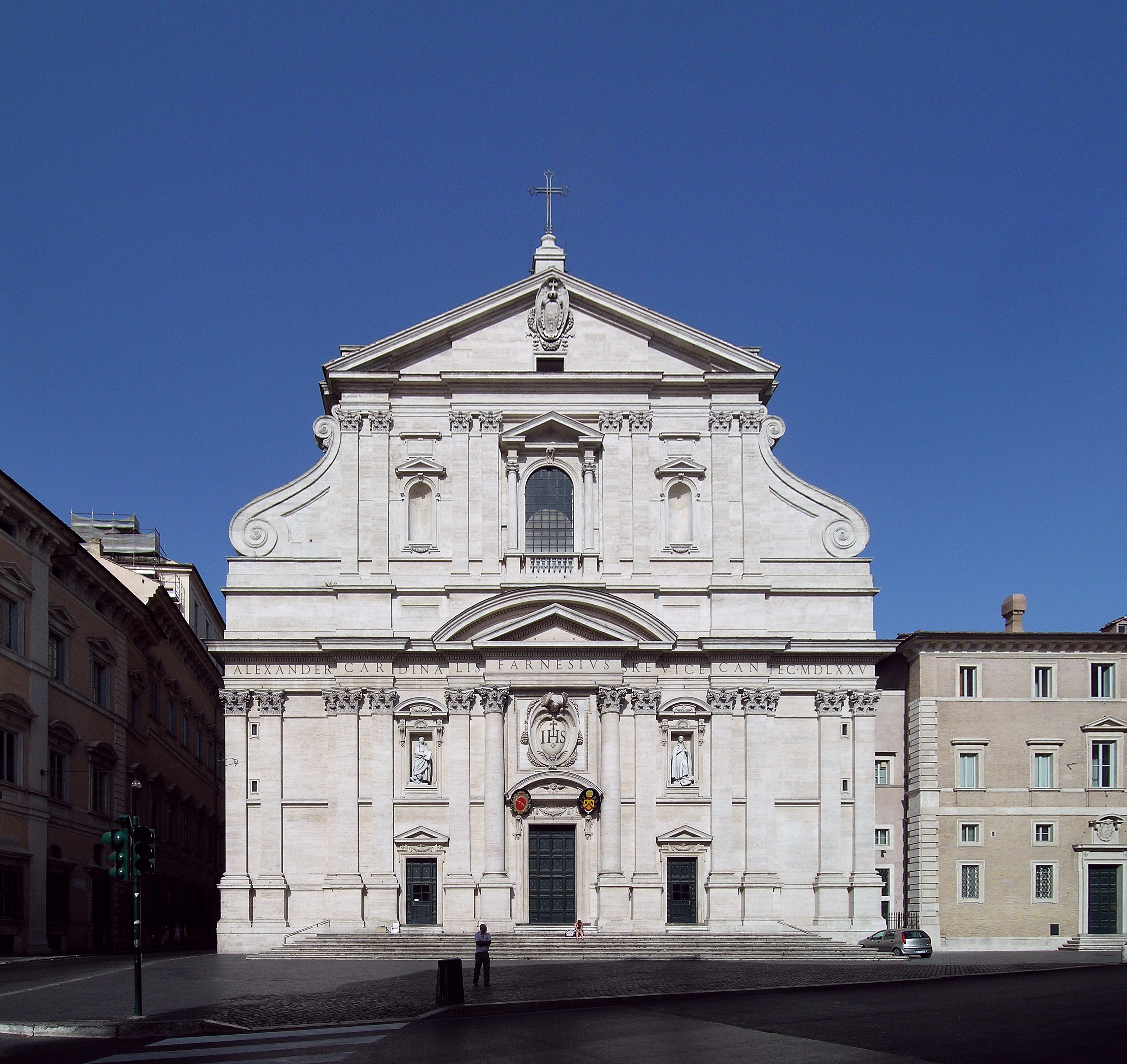
Façade de l'église del Gesù de Rome.

Son nom, qui barre en capitales romaines la façade de l'église du Gesù à Rome, proclame qu'il fut le mécène de ce célèbre édifice. L'église, œuvre de Jacopo Barozzi da Vignola, et Giacomo della Porta (1568-1575), est l'un des grands monuments de l'architecture religieuse de la Contre-Réforme.
En raison de ses liens avec les jésuites et de son ambition pour la papauté, il construit et restaure beaucoup d'édifices religieux. Il fait restaurer par Vignole l'église San Lorenzo in Damaso, confiant les fresques de la nef à Giovanni De Vecchi, Niccolò Circignani et au Cavalier d'Arpin. Il restaure et fait réaliser des fresques dans la cathédrale de Monreale, l'abbaye territoriale Sainte-Marie de Grottaferrata et l'abbaye de Farfa.

#### Villa Farnèse
En 1556, le cardinal Farnèse charge Jacopo Barozzi da Vignola de reprendre en main la forteresse à moitié achevée de la villa Farnèse à Caprarola et de la transformer en demeure de campagne. Le cardinal, aimant la campagne, veut cette magnifique bâtisse pour pouvoir se retirer à proximité de Rome avec ses amis, sans avoir à rejoindre Gradoli ou Capodimonte dans le duché de Castro. La construction proprement dite commence en 1559 et s'achève en 1573. Lorsqu'elle est à moitié achevée, en 1561, le cardinal charge Taddeo Zuccari et son atelier de décorer les pièces de l'étage inférieur. La Stanza della solitudine est décorée par les mêmes artistes entre 1563 et 1565, selon un dessin créé par Onofrio Panvinio. Alexandre y fait aussi intervenir Federico Zuccari, Giacomo Zanguidi dit le Bertoia, Giovanni De Vecchi, Raffaellino da Reggio et Antonio Tempesta.

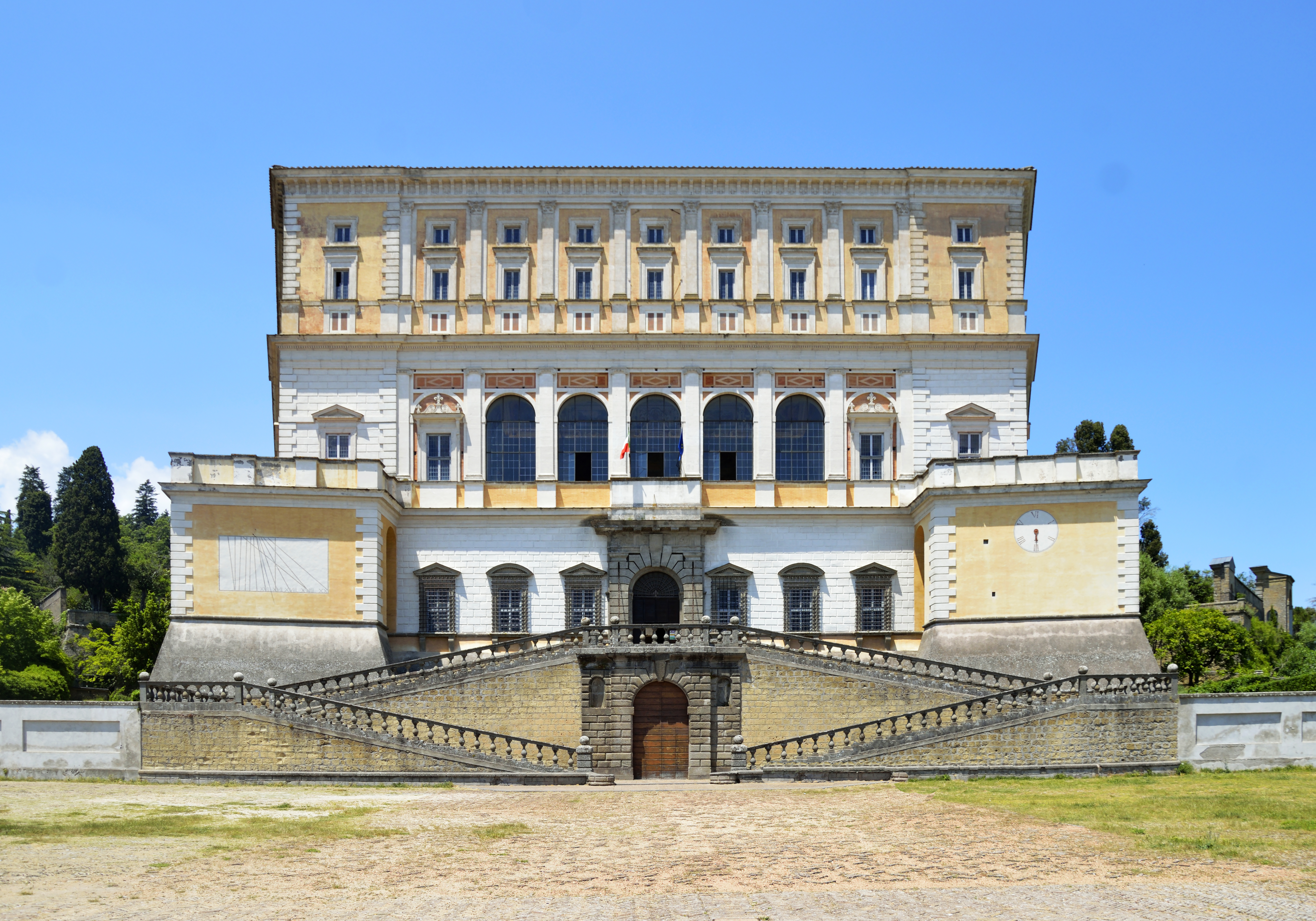
Façade.
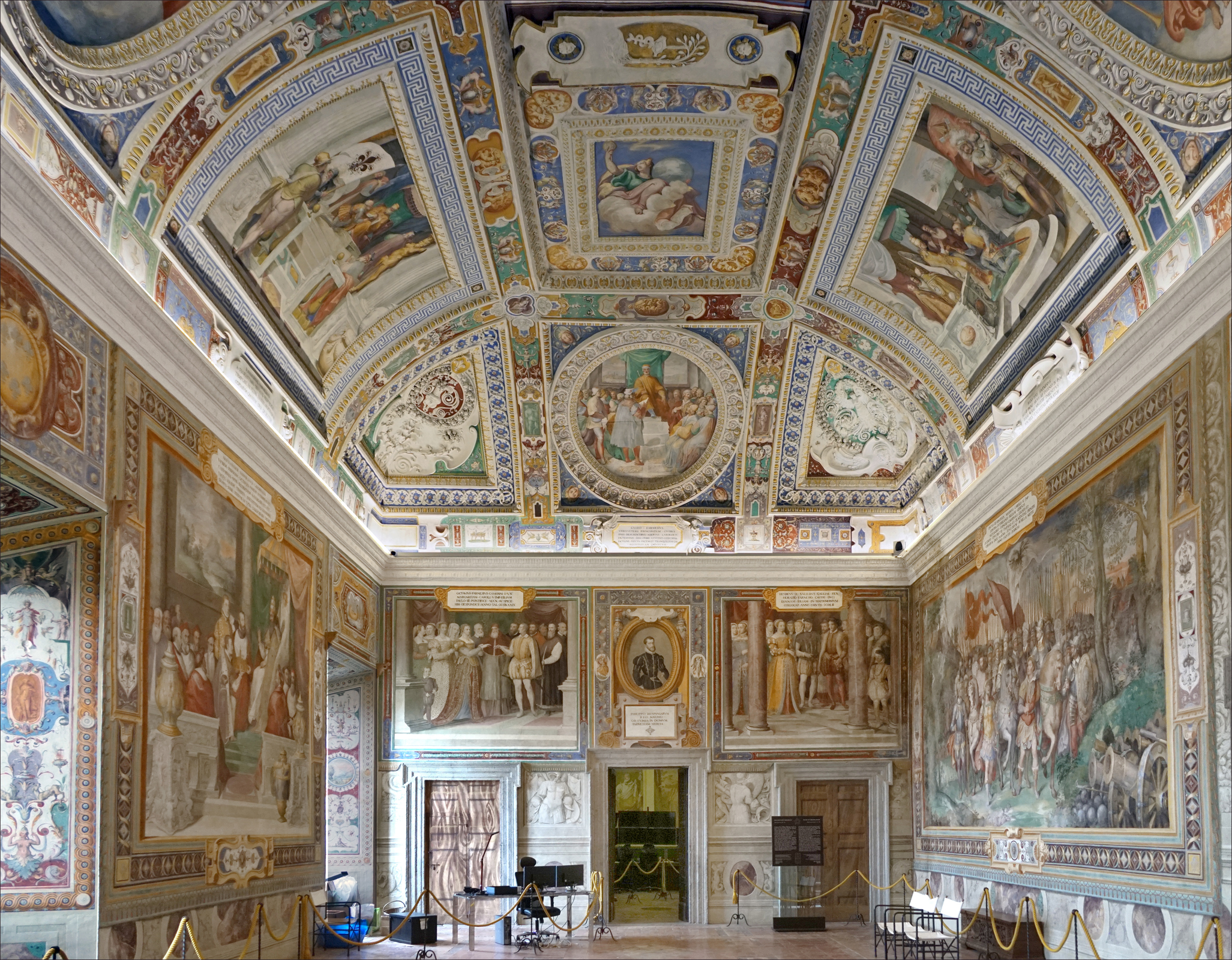
Salle des fastes farnésiens.
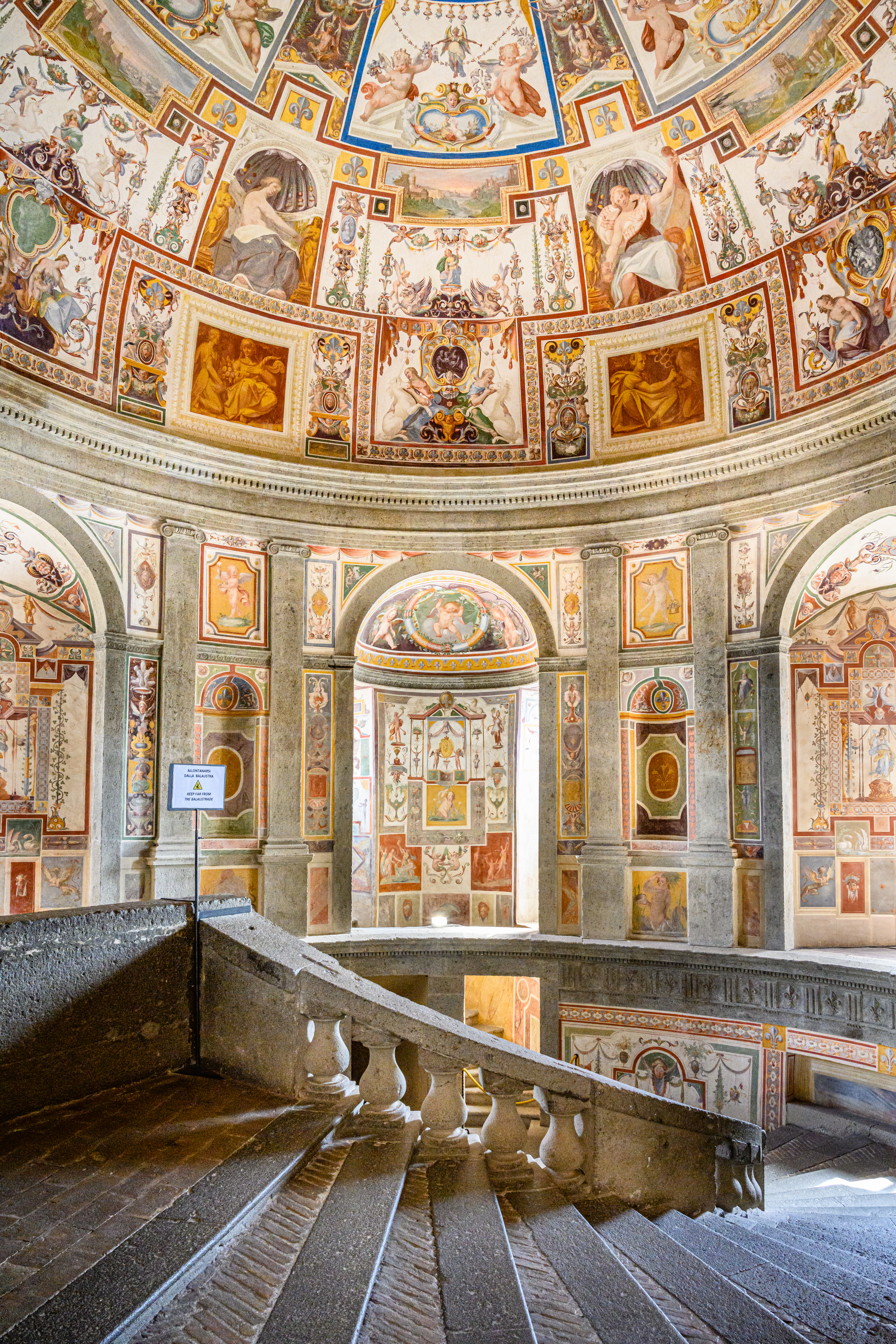
Escalier.
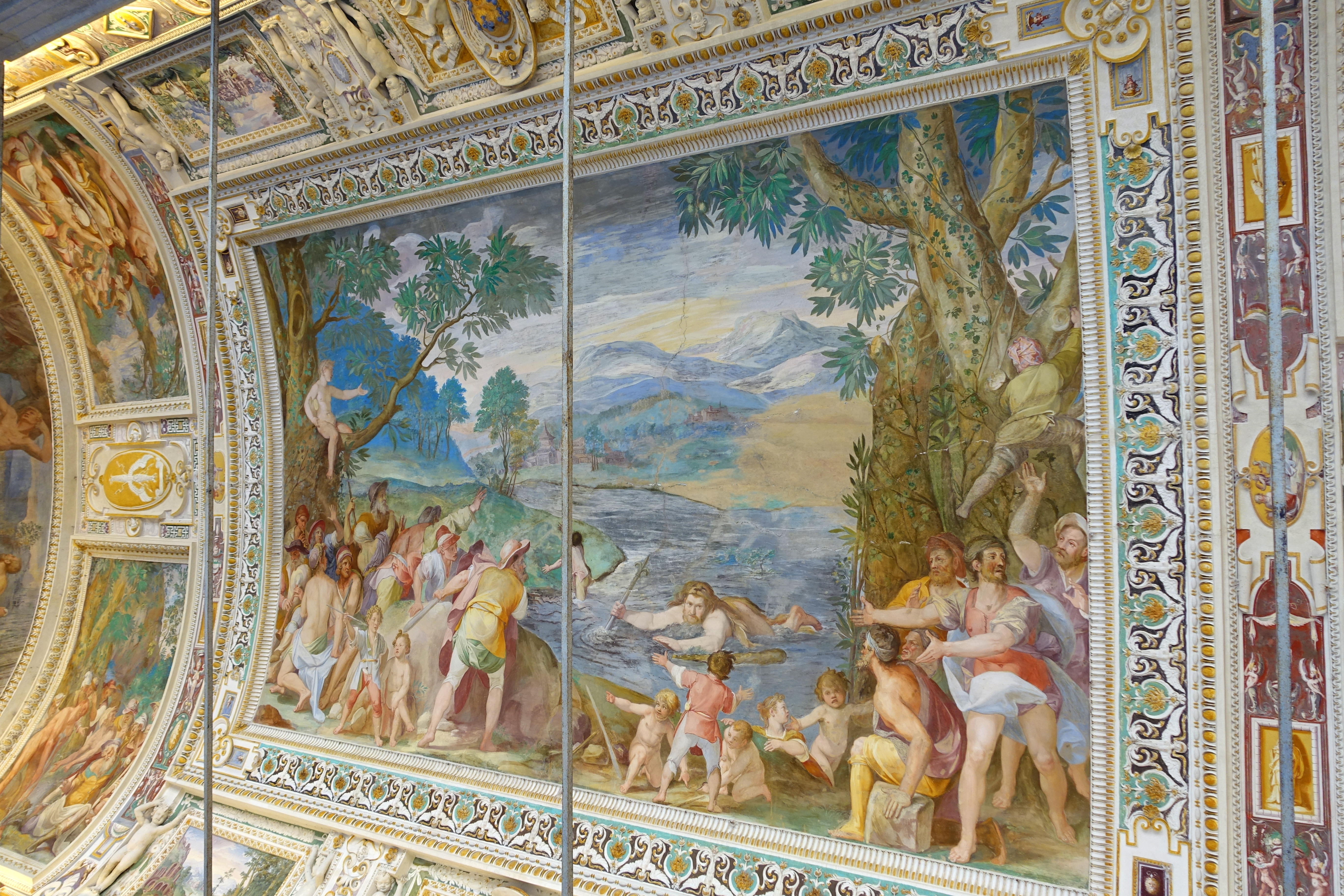
Loggia d'Hercule.

#### Jardins Farnèse

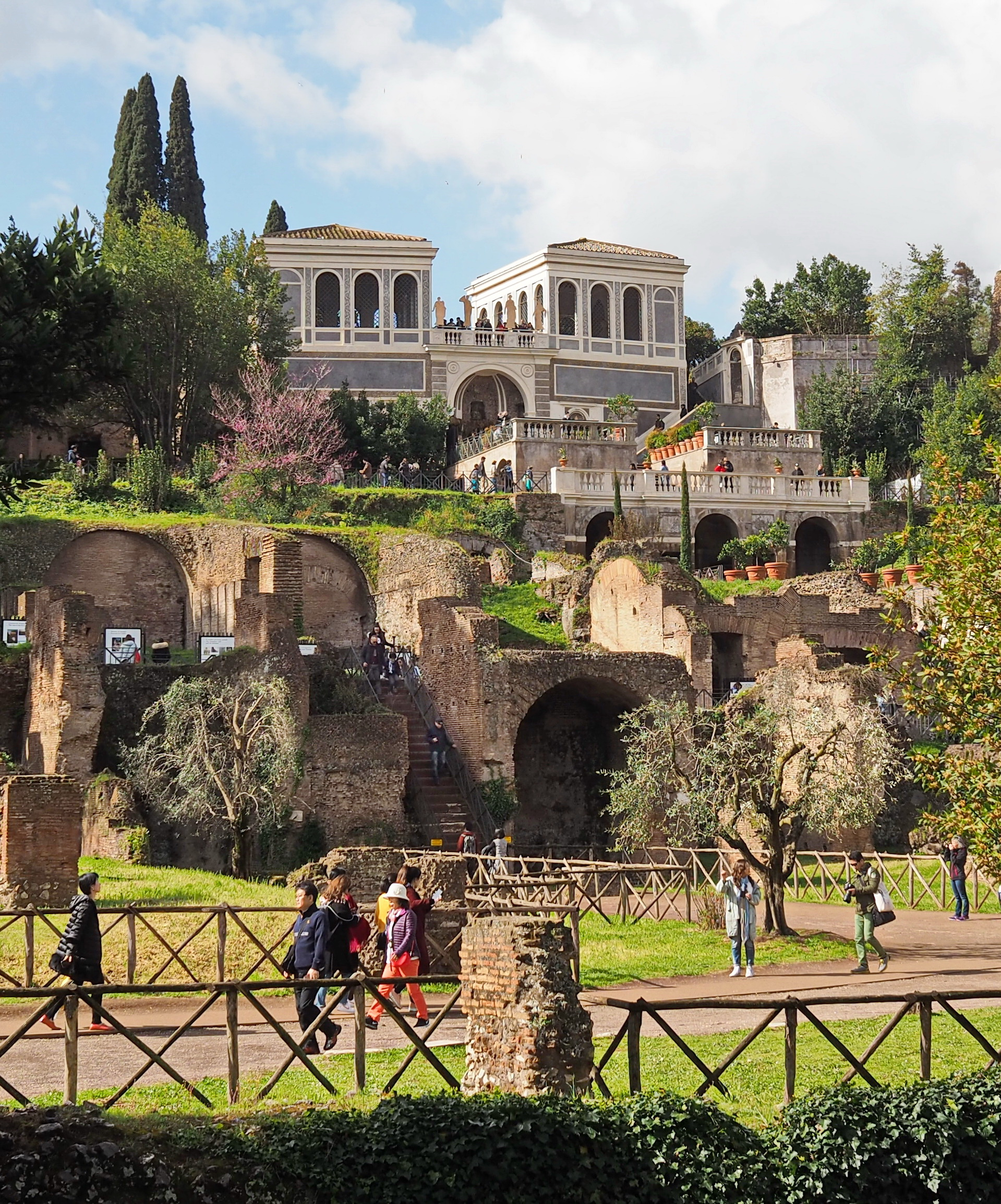
Vue des jardins Farnèse.

En 1550, Alexandre Farnèse acquiert une partie nord du mont Palatin à Rome et fait combler les ruines romaines du palais construit par l'empereur romain Tibère (14-37 apr. J.-C.) à l'extrémité nord-ouest afin de les convertir en résidence d'été et en jardins à la française. En 1564, il fait réaliser, d'après le projet de Vignole, les Horti Farnesiani, inspiré des horti romani, un lieu d'agrément, d'art et de nature, qui sont de magnifiques jardins qui comprennent des volières, des prés, des bosquets et des sentiers, et où est installée une grande partie de sa collection de marbres antiques en 1543. Les jardins Farnèse sont devenus l'un des premiers jardins botaniques d'Europe. De ces jardins dérivent les noms d'Acacia farnesiana et, de son essence florale, l'important farnésol biochimique.
Les membres de l'Académie de la Virtu (it), créée par Claudio Tolomei, s'y réunissent.

#### Villa Farnesina
En 1579, il acquiert la villa Farnesina, résidence construite en 1508 par Agostino Chigi, le plus grand banquier italien de l'époque. La bâtisse est ornée de peintures de Raphaël, du Sodoma, de Giulio Romano et de Sebastiano del Piombo.

### Peinture et arts graphiques

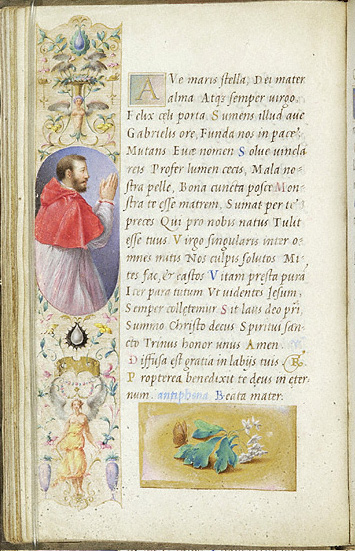
Le cardinal Farnèse priant la Vierge, f.46 v° du livre d'heures du cardinal Farnèse, Morgan Library and Museum.

En 1574, il fait compléter la partie arrière du palais Farnese, qui devient plus un musée renfermant toutes les collections d'art de la famille qu'une habitation. Le cabinet construit pour abriter cette collection semble être celui réédifié au château d'Écouen.
Le cardinal est également un grand mécène d'artistes vivants, notamment Le Greco, qui quittant Venise, après un séjour de deux ans, se met au service du cardinal en 1570, et le quitte en 1572, sans que l'on en connaisse le motif concret. Selon Giulio Mancini dans ses Considerazioni sulla pittura (1617-1621), la proposition du Greco de détruire et de repeindre les fresques de la chapelle Sixtine provoque le courroux du cardinal et de sa cour. On conserve la lettre de demande d'explication du Greco au cardinal, restée sans réponse.
Il devient l'ami du célèbre enlumineur croate Giulio Clovio, à qui il commande son fameux livre d'heures, dit Livre d'heures du cardinal Farnèse, livre de prières d'après la liturgie des Heures, sans doute le dernier manuscrit enluminé majeur, qui est achevé en 1546 après neuf ans de préparation (aujourd'hui propriété de la Morgan Library and Museum de New York), ainsi qu'un lectionnaire, dit Lectionnaire Townely, d'un contenu analogue.
Il s'entoure de bons conseillers, dont l'historien Paolo Giovio, qui le persuade d'employer Vasari pour décorer la salle d'audience de son palais de la chancellerie de Rome, dont Alexandre commence la rénovation et qu'il a choisi comme résidence, la salle des Cent-Jours, avec une série de fresques célébrant Paul III, et pour exécuter le grand tableau de l'Allégorie de la Justice Farnèse.
Il possède des peintures de Titien, Michel-Ange et Raphaël, ainsi qu'une importante collection de dessins.
Les Vies des meilleurs peintres, sculpteurs et architectes de Vasari sont écrites sur les conseils du cardinal et de ses amis Paolo Giovio, Annibal Caro, Francesco Maria Molza et Romolo Quirino Amaseo.

#### Titien
Le cardinal Alexandre commande à Titien, peut-être lors du voyage du pape à Bologne en 1543 pour rencontrer Charles Quint, une toile avec « un nu » sur le modèle de la Vénus d'Urbin. Il réalise la Danaé (1545, musée de Capodimonte), destinée à la « chambre privée » du cardinal.
Titien demeure à Rome d'octobre 1545 à mai 1546 à la cour des Farnèse. Il peint le cardinal Alexandre (musée de Capodimonte) en habit de pourpre, les gants à la main, avec une affection mondaine tenant davantage du gentilhomme que du prélat. Les rapports entre l'artiste et les Farnèse sont si tendus, malgré les flatteries et les promesses, que le Portrait de Paul III avec ses petits-fils, reste inachevé.
Titien reste en contact avec Alexandre Farnèse après son départ, espérant toujours obtenir un bénéfice ecclésiastique pour son fils. Il lui envoie une Madeleine en 1567.

### Collections
Alexandre Farnèse est connu pour avoir rassemblé la plus grande collection de sculptures romaines réunies en des mains privées depuis l'Antiquité maintenant principalement à Naples, après être passée par héritage aux rois Bourbon-Parme. Les meilleurs sculpteurs travaillent sous ses yeux au palais Farnèse pour restaurer des fragments d'antiquités sous forme de sculptures complètes.
Il réalise les premières installations des collections au palais Farnèse de Rome : le salon de la façade accueille les têtes antiques et les douze bustes d'empereurs en marbre, sculptés à l'imitation de l'antique par Tommaso della Porta en 1562, où s'invitent ceux de Paul III et de Guglielmo Della Porta. Il achète la collection de sculptures classiques Del Bufalo.
Sous la direction de son conservateur et bibliothécaire, l'iconographe antiquaire Fulvio Orsini, les collections Farnèse sont agrandies et systématisées.
Alexandre Farnèse est aussi un collectionneur de livres, de manuscrits, de marbres, de monnaies anciennes et commande des médailles modernes.

## Descendance

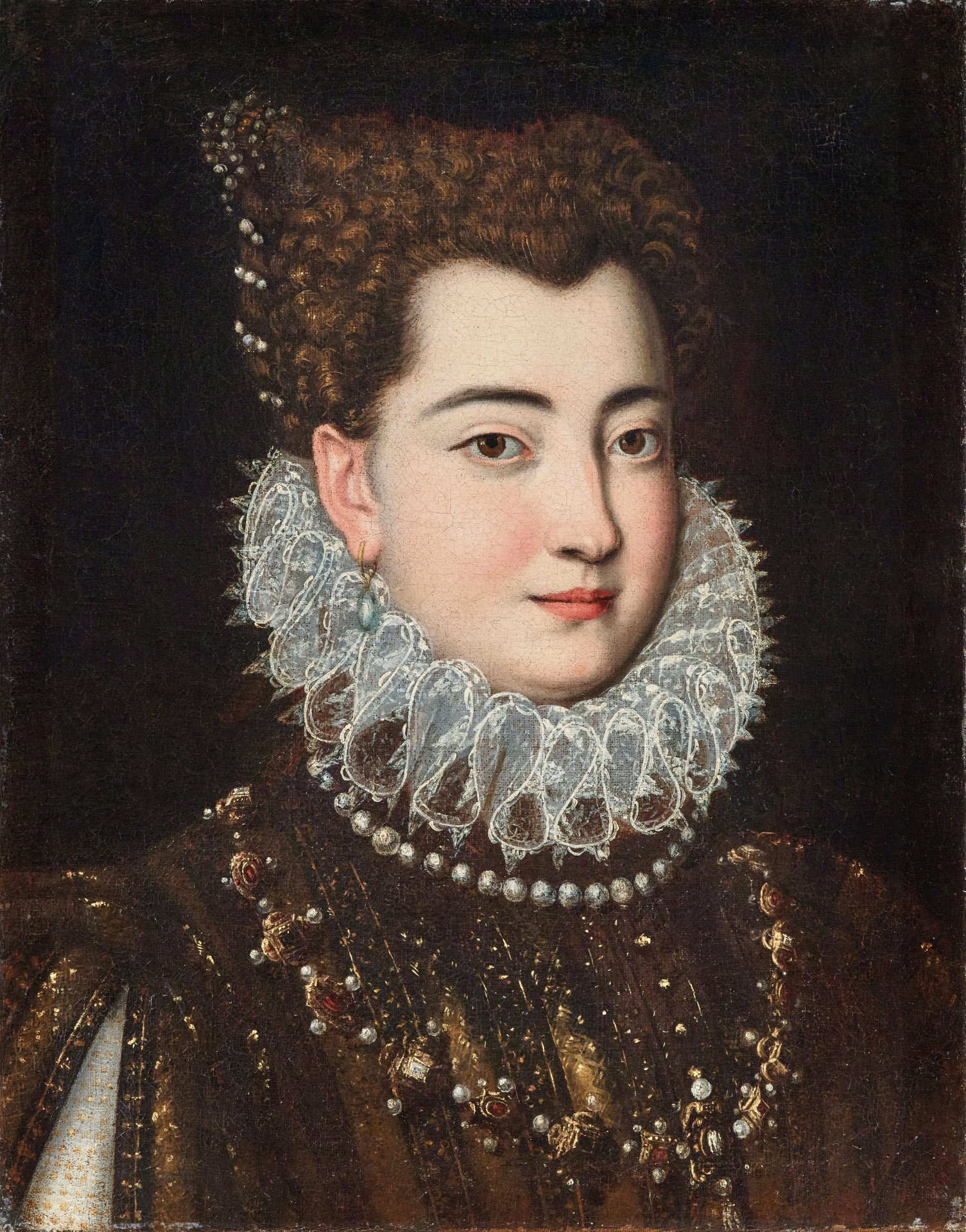
Scipione Pulzone, Portrait de Clelia Farnèse, collection particulière.

Le cardinal Alexandre Farnèse a une fille Clélia, avec Claude de Beaune de Semblançay, dame de Châteaubrun, dame de compagnie et confidente de Catherine de Médicis, née en 1556. Le frère de Claude de Beaune, Martin, devient évêque du Puy (1557-1561) et son autre frère, Renaud, évêque de Mende (1571-1581) puis archevêque de Bourges. En 1570, Clélia épouse Giangiorgio Cesarini, marquis de Civitanova, gonfalonnier de la ville de Rome (1565-1585). En septembre 1572, ils ont un fils, Giuliano. Le mari de Clélia meurt en 1585. Le 2 août 1587, elle épouse Marco Pio di Savoia, seigneur de Sassuolo, au palais Farnèse de Caprarola. Clélia meurt en 1613. L'absence de scandale concernant sa naissance suggère que le cardinal Farnèse n'a pas encore reçu les ordres sacrés à cette époque.